# Liste der Kulturdenkmale in Zeithain

Wappen von Zeithain

In der Liste der Kulturdenkmale in Zeithain sind die Kulturdenkmale der sächsischen Gemeinde Zeithain verzeichnet, die bis Januar 2022 vom Landesamt für Denkmalpflege Sachsen erfasst wurden (ohne archäologische Kulturdenkmale). Die Anmerkungen sind zu beachten.
Diese Aufzählung ist eine Teilmenge der Liste der Kulturdenkmale im Landkreis Meißen.

## Zeithain
| Bild                                    | Bezeichnung | Lage                                                                           | Datierung | Beschreibung | ID       |
| --------------------------------------- | --- | ------------------------------------------------------------------------------ | --- | --- | -------- |
| Weitere Bilder                          | Begrenzungsobelisk für das Lustlager August des Starken, das sogenannte Zeithainer Lager | (Flurstück 1581) (Karte)                                                       | 1730 | Markanter, weithin sichtbarer barocker Stein, landesgeschichtliche Bedeutung. Sandsteinobelisk auf Sandsteinsockel, mit Inschrift und Wappen, stark verwittert. | 08956569 |
| Direkt Bild zu diesem Denkmal hochladen | Verwaltungsgebäude der ehemaligen Kaserne Zeithain (Altes Lager I, Haus 143) | (Flurstück 719/22) (Karte)                                                     | Um 1910 | Ortshistorische und militärgeschichtliche Bedeutung. Haus 143, zweigeschossiger Putzbau, originale Fenster und Tür, aufwendig gestaltetes Portal, Walmdach. Die Kaserne Zeithain stand in engem Zusammenhang mit dem benachbarten Truppenübungsplatz (heute Naturschutzgebiet Gohrischheide und Elbniederterrassen). Dieser war einer der ältesten Truppenübungsplätze in Deutschland. Ein Gelände östlich des Ortes wurde erstmals 1730 während des Zeithainer Lustlagers durch die sächsische Armee unter dem sächsisch-polnischen Kurfürst-König August dem Starken zu Übungen verwendet. Das Militär nutzte den Standort weiter. So entstand 1873 in der Nähe Zeithains ein ständiger Artillerieschießplatz für die Dresdener Garnison. In mehreren Etappen wurde der Übungsplatz 1879, 1892, 1899 erweitert. Im Jahr 1903 fand hier eines der seinerzeit üblichen Kaisermanöver statt. Nach dem Ersten Weltkrieg wurde der Truppenübungsplatz bis auf eine Füll- und Munitionsanstalt entmilitarisiert. Nach der Machtergreifung der Nationalsozialisten wurde die Anlage reaktiviert. Ab 1941 kam ein Lager vor allem für sowjetische Kriegsgefangene hinzu. Bis 1945 sind dort insgesamt ca. 30000 Soldaten und Offiziere verstorben. Von 1953 bis 1956 wurde der Truppenübungsplatz zunächst durch die Sowjetarmee genutzt, von 1956 bis 1990 von der Nationalen Volksarmee der DDR und zwischen 1992 und 1997 von der Bundeswehr.                                   | 08956576 |
|                                         | Pferdeställe der ehemaligen Kaserne Zeithain | (Flurstück 719/23) (Karte)                                                     | Um 1900 | Teil der ältesten Bebauung des Kasernengeländes, ortsgeschichtlich und militärgeschichtlich von Bedeutung. Eingeschossiger rechtwinkliger Putzbau mit originalen Futterkrippen, gusseisernen Säulen und Steinfußboden. | 08956598 |
|                                         | Verwaltungsgebäude der ehemaligen Kaserne Zeithain | (Flurstück 719/23) (Karte)                                                     | Bezeichnet mit 1900                                                                                              | Ortshistorische und militärgeschichtliche Bedeutung. Zweigeschossiger massiver Ziegelbau, zum Teil verputzt im Obergeschoss, originale Fenster und Tür, bezeichnet mit 1900 im Giebelaufsatz über Eingangsbereich. Bei dem laut Bezeichnung 1900 (im Giebelaufsatz) über Eingangsbereich errichteten Verwaltungsgebäude der Kaserne Zeithain handelt es sich um einen zweigeschossigen, im Obergeschoss verputzten Ziegelbau mit originalen Fenstern und Türen. Gestalterisch ein Gebäude des Historismus, wurde es vor allem in Anlehnung an die italienische und mitteleuropäische Renaissance errichtet. Darauf deuten die horizontale Gliederung sowie die erhaltenen Eckbetonungen und der erwähnte Giebelaufsatz. Akzente setzen auch die Rahmungen der Fenster, Gesimse, Zierleisten und die hervorgehobene Brüstungen. Das Verwaltungsgebäude der Kaserne Zeithain erinnert an die über mehrere Jahrhunderte währende militärische Nutzung des Areals, das, obwohl negativ belastet, zu den bedeutendsten Einrichtungen des Ortes gehörte. Abgesehen davon ist es als charakteristischer Bau des Historismus, der durch die Nachahmung traditioneller Stile wie Gotik, Renaissance, Barock usw. geprägt wurde, architekturhistorisch bedeutsam. | 08956577 |
|                                         | Hauptgebäude (mit Turmaufbau) der ehemaligen Kaserne Zeithain | (Flurstück 1067/4) (Karte)                                                     | Um 1910 | Ortshistorische und militärgeschichtliche Bedeutung. Massiver zweigeschossiger Putzbau, mit Putzgliederung, Mittelrisalit mit Turmaufbau, Fenster original, Wandöffnungsverhältnis intakt, Walmdach mit Dachhäuschen. Bei dem um 1910 errichteten Hauptgebäude der Kaserne Zeithain (der Neuen Kaserne) handelt es sich um einen massiven zweigeschossigen Putzbau über U-förmigem Grundriss, mit charakteristischer Gliederung der Fassaden, erhöhtem Mitteltrakt einschließlich Turmaufbau, originalen Fenstern, intaktem Wandöffnungsverhältnis und Walmdach sowie Satteldächern, wobei die seitlichen Abschlüsse die Enden pavillonartig hervorheben. Die Dachlandschaft wird von Fledermausgaupen und Dachhäuschen belebt. Gestalterisch erscheint das Hauptgebäude als ein Beispiel für den ab 1900 in der Architektur vorherrschenden Reformstil, dessen Bauten sich auf große, ausgewogen und rein proportionierte Formen beschränkten und in hohen, malerisch bewegten Dächern kulminierten. Das Hauptgebäude der Kaserne Zeithain erinnert an die über mehrere Jahrhunderte währende militärische Nutzung des Areals, das, obwohl negativ belastet, zu den bedeutendsten Einrichtungen des Ortes gehörte. Abgesehen davon ist es als typischer Bau des Reformstils ab 1900 architekturhistorisch bedeutsam. | 08956575 |
|                                         | Kastanien-Ahorn-Allee (Gartendenkmal), ehemals Kaiser-Wilhelm-Allee | (Flurstücke 1069/1; Gemarkung Gohlis, Flurstück 476; Kaserne Zeithain) (Karte) | Angelegt um 1900                                                                                                 | Teil der alten Kasernenanlage, ortsgeschichtlich und militärgeschichtlich von Bedeutung. Hauptachse, die durch das gesamte Kasernengelände verläuft. | 08956590 |
| Direkt Bild zu diesem Denkmal hochladen | Seitengebäude (Ausgedingehaus) eines Dreiseithofes | Am unteren Teich 3 (Karte)                                                     | Bezeichnet mit 1834                                                                                              | Mit Segmentbogenportal, weitgehend original erhaltene Fachwerk-Konstruktion, selten im Ortsbild, baugeschichtlich von Bedeutung. Erdgeschoss massiv, Obergeschoss Fachwerk sichtbar, Segmentbogenportal mit Schlussstein (dieser bezeichnet mit „Merkel 1834“), giebelständig, originale Fenstergröße, zum Teil Winterfenster erhalten, Krüppelwalmdach. | 08956563 |
| Direkt Bild zu diesem Denkmal hochladen | Dreiseithof mit Wohnstallhaus (Nr. 5, ohne vorderen Anbau), Seitengebäude (Nr. 5a, ohne Kopfbau, mit Kumthalle) und Scheune                                                                                           | Am unteren Teich 5, 5a (Karte)                                                 | Anfang 19. Jahrhundert                                                                                           | Seitengebäude mit schöner zweijochiger Kumthalle, Wohnstallhaus Obergeschoss Fachwerk, Teil der alten Ortsstruktur, weitgehend vollständig erhaltener Bauernhof, baugeschichtlich und wirtschaftsgeschichtlich von Bedeutung. - Wohnstallhaus ohne vorderen straßenseitigen Anbau: zweigeschossiger Putzbau, im Wohnbereich Obergeschoss Fachwerk, Wandöffnungsverhältnis original erhalten - Seitengebäude: mit zweijochiger Kumthalle, zweigeschossiger Putzbau, drei segmentbogige Toreinfahrten, zwei Türen im Obergeschoss - Scheune: verputztes Bruchsteinmauerwerk, segmentbogige Toreinfahrt und eine segmentbogige Tordurchfahrt, Satteldach | 08956588 |
|                                         | St. Michaeliskirche und Kirchhof Zeithain (Sachgesamtheit) | Hauptstraße (Karte)                                                            | 16. Jahrhundert (Kirche); Anfang 17. Jahrhundert (Einfriedung)                                                   | Sachgesamtheit St. Michaeliskirche und Kirchhof Zeithain, mit folgenden Einzeldenkmalen: Kirche, Kirchhofsportal und Einfriedungsmauer, Epitaph, Grabmal sowie Kriegerdenkmale für die Gefallenen des Ersten und Zweiten Weltkrieges (siehe 08956557) sowie folgendem Sachgesamtheitsteil: Kirchhof; Saalkirche der Renaissancezeit mit Ausstattung, schlanker Nordturm der Barockzeit, Renaissance-Kirchhofsportal, von ortshistorischer und kirchengeschichtlicher Bedeutung. Einfriedung: teilweise verputzte Bruchsteinmauer mit Dachziegelabdeckung. | 09300036 |
|                                         | St. Michaeliskirche mit Ausstattung, Kirchhofsportal und Einfriedungsmauer, Epitaph, Grabmal sowie Kriegerdenkmale für die Gefallenen des Ersten und Zweiten Weltkrieges (Einzeldenkmale der Sachgesamtheit 09300036) | Hauptstraße (Karte)                                                            | 16. Jahrhundert (Kirche); 1612 (Kirchhofstor); 1698 gesetzt (Grabmal); um 1850 (Grabmal); 1927 (Orgel)           | Einzeldenkmale der Sachgesamtheit St. Michaeliskirche und Kirchhof Zeithain; Saalkirche der Renaissancezeit mit Ausstattung, schlanker Nordturm der Barockzeit, Renaissance-Kirchhofsportal, von ortshistorischer und kirchengeschichtlicher Bedeutung. | 08956557 |
| Direkt Bild zu diesem Denkmal hochladen | Wohnhaus, ehemalige Schule | Hauptstraße 1 (Karte)                                                          | 1862 | Wegen der historischen Aussagekraft als alte Schule denkmalfähig, von ortshistorischer Bedeutung. Die vorher am gleichen Ort stehende Schule in schlechtem Zustand und mit nur einer Schulstube. Die neue, 1862 errichtete Schule besaß zwei Schulstuben, entsprach damaliger Schülerzahl. Wohnung des Kirchschullehrers im gleichen Gebäude, bald auch diese Schule zu klein, nach Aufbau größerer Schule (vergleiche Schulgasse 1a) wurde hier 1906 Schulbetrieb eingestellt. Gemeinde verkaufte Gebäude und es wurde zum Wohnhaus mit Ladeneinbau umgebaut, zweigeschossiger Putzbau. Erdgeschoss: Putznutung, Gurtgesims, gekehlte Sandsteingewände, Satteldach, giebelständig, Fenster im Giebel mit ausgeprägter Sohlbank und Fensterverdachung. | 08956556 |
|                                         | Wohnhaus, daran angebautes Stallgebäude, Seitengebäude (mit Kumthalle) und Scheune, Hofpflasterung, zwei Hofbäume sowie Einfriedung eines Dreiseithofes                                                               | Hauptstraße 6 (Karte)                                                          | Bezeichnet mit 1839 (Wohnhaus); bezeichnet mit 1850 (Seitengebäude mit Kumthalle); bezeichnet mit 1896 (Scheune) | Wohnhaus Putzbau mit schönem Eingangsportal, Seitengebäude mit seltener dreijochiger Kumthalle, Sitz eines der reichsten Bauern (Fam. Bennewitz) im Ort, Ensemble original und geschlossen erhalten, stattlich und ortsbildprägend, baugeschichtlich und wirtschaftsgeschichtlich von Bedeutung. - Wohnhaus: zweigeschossiger Putzbau, 3 zu 8 Achsen, Fassadengliederung und Fenstergröße original erhalten, Krüppelwalmdach, aufwendig gestaltetes Sandsteinportal mit profilierter Verdachung auf Konsolen - Seitengebäude I: verputzter zweigeschossiger Bau mit dreijochiger Kumthalle und Ställen im Erdgeschoss, Obergeschoss Knechtstuben, originale Sandsteingewände und Fensteröffnungen, bezeichnet im Schlussstein mit „1850“, Satteldach - Seitengebäude II: verputzter Bau (Ställe), originale Fenster- und Türöffnungen, Satteldach - Scheune: verputzt, zwei Tore, Sandsteingewände, originale Fensteröffnungen, zum Teil originale Fenster, bezeichnet mit „C.Bennewitz 1896“ - originales Hofpflaster, originale Einfriedung, rechts und links der Torpfeiler je eine Kastanie, Hofbäume | 08956574 |
| Direkt Bild zu diesem Denkmal hochladen | Wohnstallhaus, Torpfeiler und Einfriedung eines ehemaligen Dreiseithofes | Hauptstraße 12 (Karte)                                                         | Bezeichnet mit 1833 (Wohnstallhaus); bezeichnet mit 1848 (Toreinfahrt)                                           | Obergeschoss teilweise Fachwerk, Segmentbogenportal, ortstypisches und ortsbildprägendes Gebäude, baugeschichtlich von Bedeutung. - Wohnstallhaus: zweigeschossiger Bruchsteinbau, verputzt, im Wohnbereich Fachwerk im Obergeschoss, giebelständig, Wandöffnungsverhältnis und Fenstergröße original erhalten, originale Sandsteingewände, Krüppelwalmdach, bezeichnet mit 1833 im Schlussstein des Portals - Torpfeiler und Einfriedung aus Naturstein Seitengebäude (bezeichnet mit 1833) und Scheune vor 2000 abgebrochen. | 08956589 |
| Direkt Bild zu diesem Denkmal hochladen | Wohnstallhaus, daran angebautes Remisengebäude, Seitengebäude (mit Kumthalle), Torpfeiler und Einfriedung eines Dreiseithofes                                                                                         | Hauptstraße 14 (Karte)                                                         | Bezeichnet mit 1834 im Giebel (Wohnstallhaus); bezeichnet mit 1884 (Seitengebäude)                               | Wohnstallhaus Obergeschoss Fachwerk, in den massiven Giebeln von Wohnstallhaus und Seitengebäude Drillingsfenster (Palladio-Motiv), sehr repräsentativer Bauernhof des 19. Jahrhunderts, baugeschichtlich und wirtschaftsgeschichtlich von Bedeutung. - Wohnstallhaus: zweigeschossiger verputzter Bruchsteinbau, Obergeschoss Fachwerk, giebelständig, im Giebel Fenster als Triumphbogenfenster zusammengefasst, originale Fenstergröße erhalten, Krüppelwalmdach, bezeichnet im Schlussstein der Tür und Giebel mit 1834 - Seitengebäude (Bruchstein, verputzt): mit zweibogiger Kumthalle und drei Toreinfahrten, Sandsteingewände, giebelständig, bezeichnet im Türsturz mit „Risse 1884“, Fenster im Giebel als Triumphbogenmotiv, Haustür original erhalten, Gurtgesims - Remise: mit zwei Segmentbögen, Bruchsteinmauerwerk, Sandsteingewände, Gurtgesims - Drei Torpfeiler mit Einfriedung aus Bruchsteinmauerwerk Östliche Gebäude (vermutlich Wohnstallhaus mit daran angebautem Remisengebäude) zwischen 2009 und 2016 abgerissen. | 08956555 |
| Direkt Bild zu diesem Denkmal hochladen | Wohnstallhaus und Scheune sowie Toranlage eines Dreiseithofes | Hauptstraße 18 (Karte)                                                         | 1. Hälfte 19. Jahrhundert (Wohnstallhaus und Scheune); bezeichnet mit 1831 (Seitengebäude)                       | Weitgehend original erhaltene Gebäude in orts- und zeittypischer Hofanlage. - Wohnstallhaus: zweigeschossig, Erdgeschoss massiv, Obergeschoss Fachwerk, Krüppelwalmdach - Seitengebäude: zweigeschossig, verputztes Bruchsteinmauerwerk, mit Ställen, Sandsteingewände, Krüppelwalmdach, zum Teil originale Winterfenster, giebelständig - Scheune: verputztes Bruchsteinmauerwerk mit zwei großen gerade abschließenden Toreinfahrten, Krüppelwalmdach, originale Toranlage | 08956553 |
| Direkt Bild zu diesem Denkmal hochladen | Seitengebäude (Ausgedingehaus) und Scheune eines Dreiseithofes | Hauptstraße 26 (Karte)                                                         | 18. Jahrhundert (Seitengebäude); 19. Jahrhundert (Scheune)                                                       | Seitengebäude eingeschossiger Putzbau mit Segmentbogenportal, Teil der alten Ortsstruktur, sozialgeschichtlich und wirtschaftsgeschichtlich von Bedeutung. - Ausgedinge: eingeschossiger Putzbau mit Sandsteingewänden, Krüppelwalmdach, giebelständig - Scheune: Putzbau mit großer, gerade abschließender Toreinfahrt, Krüppelwalmdach | 08956551 |
| Direkt Bild zu diesem Denkmal hochladen | Wohnstallhaus eines Dreiseithofes | Hauptstraße 30 (Karte)                                                         | Bezeichnet mit 1834                                                                                              | Mit Fachwerk-Obergeschoss und Korbbogenportal, in ortsbildprägender Lage, sehr gut erhaltenes Beispiel landschaftstypischer Fachwerk-Architektur, baugeschichtlich von Bedeutung, bildet Dreiseithof mit Nummer 30a. 3 zu 9 Achsen, zweigeschossiger Bau, Erdgeschoss und Giebel massiv, Obergeschoss Fachwerk, giebelständig, Sandsteinfenstergewände, originale Fenstergröße, zwei originale Sandsteinportale mit Schlussstein, am Giebel eingelassene Sandsteinplatte bezeichnet mit „No.3 I.G. Geusser(?) 1834“. | 08956550 |
| Direkt Bild zu diesem Denkmal hochladen | Dreiseithof mit Wohnstallhaus, Seitengebäude (mit Kumthalle) und Scheune sowie Brunnenhäuschen, Einfriedung und zwei Hofbäume am Eingangsbereich                                                                      | Hauptstraße 32 (Karte)                                                         | Bezeichnet mit 1850 (Wohnstallhaus); bezeichnet mit 1890 (Scheune)                                               | Verputzte Massivbauten, mit Drillingsfenster (Palladio-Motiv) im Giebel, weitgehend original erhaltener Hof von ortsbildprägender Bedeutung, baugeschichtlich und wirtschaftsgeschichtlich von Bedeutung. - Wohnstallhaus: 4 zu 16 Achsen, Fenstergröße und -anordnung original erhalten, zweigeschossig, giebelständig, Sandsteingewände erhalten, Gurtgesims, Krüppelwalmdach, im Giebel Fenster als Triumphbogenmotiv, Bruchsteinmauerwerk verputzt, Dach saniert - Seitengebäude: Bruchsteinmauerwerk verputzt, zweigeschossig, Krüppelwalmdach mit Dachgaupen, dreibogige Kumthalle als Mittelrisalit mit Giebelabschluss ausgebildet, Sandsteingewände, Gurtgesims, Dach saniert - Scheune: Bruchsteinmauerwerk verputzt, drei segmentbogenförmige Toreinfahrten - Torhaus: Bruchsteinmauerwerk verputzt auf quadratischem Grundriss mit Pultdach aus Schiefern, in Einfriedungsmauer eingebunden, zwei flankierende Linden am Eingangsbereich | 08956549 |
| Direkt Bild zu diesem Denkmal hochladen | Wohnhaus | Hauptstraße 36 (Karte)                                                         | Um 1800 | Schlichter Putzbau, im Innern originale Gewölbe erhalten, Zeugnis für Gewölbebautechnik, baugeschichtlich von Bedeutung. Zweigeschossig, 5:2 Achsen, saniert, im Keller originale Tonnengewölbe, im Erdgeschoss originale Gewölbedecken erhalten, alter Dachstuhl, Walmdach. | 08955421 |
|                                         | Wohnstallhaus eines Dreiseithofes | Lichtenseer Straße 4 (Karte)                                                   | Mitte 19. Jahrhundert                                                                                            | Weitestgehend original erhaltenes Wohnhaus mit Fachwerk im Obergeschoss, selten im Ortsbild, baugeschichtlich von Bedeutung, bildet Dreiseithof mit Nummer 6. Erdgeschoss massiv, zum Teil verändert, zum Teil originale Fenster, Winterfenster, Sandsteingewände, Krüppelwalmdach, Fachwerk mit Schwellen, Streben, Riegeln, Eckstreben. | 08956565 |
| Direkt Bild zu diesem Denkmal hochladen | Schule | Schulgasse 1a (Karte)                                                          | 1905–1906 | Repräsentativer Schulbau mit weitgehend authentischer Kubatur und Proportionen sowie Fassadengliederung mit betonter Mitte, ortsgeschichtlicher Wert. Auf dem Grund des vormaligen sogenannten Risse’schen Gutes begann 1905 der Aufbau der neuen Schule, feierliche Weihe Ostern 1906. Anfangs drei Klassenzimmer, im ersten Obergeschoss Wohnung des Kirchschullehrers und im Dachgeschoss Wohnung des Hilfslehrers, in späteren Jahren drei Klassenzimmer hinzugekommen, Anfang 1960er Jahre Anbau mit acht Klassenzimmern. Stattlicher zweigeschossiger Schulbau mit hohem Sockelgeschoss, weitgehend originale Kubatur und Proportionen – mit Ausnahme des linksseitigen Verandavorbaus, der auch die ursprüngliche Eingangssituation verändert. Ursprünglich Hauptzugang im Mittelrisalit, dort auch im Dachbereich Giebelaufsatz mit Drillingsfenster und Rundfenster. Fassadengliederung: geschosstrennende Putzprofile, Putzfaschen mit betonendem Kragstein, Sohlbänke, Erdgeschoss Segmentbogenfenster, Obergeschoss rechteckige Fenster, stehende Formate, zweiflügelig mit Oberlichtern. Krüppelwalmdach, saniert. Nach 1983 zwischenzeitlich Umbau zur Kindergrippe und Kindergarten, nunmehr Nutzung als Kita und Grundschule. | 09300126 |
|                                         | Pfarrhaus, mit seitlichem Torbogen | Teichstraße 1 (Karte)                                                          | Mitte 18. Jahrhundert                                                                                            | Schlichter Putzbau, Krüppelwalmdach mit Fledermausgaupen, unmittelbar am Kirchhof gelegen, ortshistorisch bedeutend. Zweigeschossig, Wandöffnungsverhältnis und originale Fenstergröße erhalten, Sandsteingewände, Krüppelwalmdach mit Dachgaupen, Korbbogenportal. | 08956560 |
| Direkt Bild zu diesem Denkmal hochladen | Villa | Teichstraße 19 (Karte)                                                         | Um 1890 | Gründerzeitliche Klinkerfassade, im Ortsbild singulär, ehemals Wohnhaus des reichsten Bauern im Ort, baugeschichtlich von Bedeutung. Eingeschossiger stattlicher Klinkerbau auf Granitsockel, gekehlte Sandsteingewände, bogenförmige Klinkergliederung über den Fenstern, Krüppelwalmdach mit Schieferdeckung. | 08956561 |
| Weitere Bilder                          | Ehrenhain Zeithain (Sachgesamtheit) | Weg zum Ehrenhain 1 (Karte)                                                    | 1946 (oder 1948–1949)                                                                                            | Sachgesamtheit Ehrenhain Zeithain, mit folgenden Einzeldenkmalen: Turmmonument, Toranlage, Friedhofsgebäude (sogenanntes Friedhofswärterhaus, heute Dokumentenhaus) und Lagerbaracke (hierher umgesetzt, heute Ausstellungsraum), siehe 08956547, weiterhin mit der gestalteten Friedhofsfläche einschließlich Allee zwischen den Baulichkeiten des Ehrenhains und Zufahrtsallee (Gartendenkmal) sowie mit Resten der alten Einfriedung als Sachgesamtheitsteil; Anlage erinnert an die unzähligen Toten des 1941 eingerichteten Kriegsgefangenenlagers Zeithain und an die politisch geprägte Erinnerungskultur in der DDR, von internationaler und landesgeschichtlicher Bedeutung (siehe auch ID-Nr. 08956546) | 09304288 |
| Weitere Bilder                          | Turmmonument, Toranlage, Friedhofsgebäude (sogenanntes Friedhofswärterhaus, heute Dokumentenhaus) und Lagerbaracke (hierher umgesetzt, heute Ausstellungsraum), Einzeldenkmale der Sachgesamtheit 09304288            | Weg zum Ehrenhain 1 (Karte)                                                    | 1946 (oder 1948–1949)                                                                                            | Einzeldenkmale der Sachgesamtheit Ehrenhain Zeithain: Anlage erinnert an die unzähligen Toten des 1941 eingerichteten Kriegsgefangenenlagers Zeithain und an die politisch geprägte Erinnerungskultur in der DDR, von internationaler und landesgeschichtlicher Bedeutung (siehe auch ID-Nr. 08956546). Sachgesamtheit Ehrenhain Zeithain bestehend aus zweiteiliger Anlage mit dreibogigem Eingangsportal zum Ehrenhain (30.000 m²) mit Sowjetstern sowie Turmmonument mit Tafeln - 1. Teil: dreibogiges Portal aus rotem Granit, Eingang zum 30.000 m² großen Ehrenhain, bekrönt durch zwei seitliche Kugeln und in der Mitte einem Stern, auf Mauerfläche über den beiden äußeren Bögen Hammer und Sichel, in der Mitte bekrönt durch Stern - 2. Teil: Turmmonument mit drei Öffnungen aus rotem Granit, darüber drei Tafeln, oben Stern, Mitte Hammer und Sichel, unten 1941–1945, liegende Tafel vor dem Turm, Inschrift „Ruhm und Ehre den Kämpfern gegen den Faschismus“ - zwischen 1. zum 2. Teil der Denkmalanlage Lindenallee - hinter dem turmartigen Aufbau Gräber mit Aufschrift „Frieden“ in verschiedenen Sprachen - Mitte: Gräber von Leutnants und 6 (11) Einzelgräber aus rotem poliertem Granit - links und rechts der Allee 36 Sammelgräber auf den Gräberfeldern I und IV, wohl für Epidemiekranke des Lagers (russisch, sowjetisch). - Die hierher versetzte Lagerbaracke (vierte noch erhaltene Baracke des Kriegsgefangenenlagers) stand in Neudorf. | 08956547 |

## Cottewitz
| Bild                                    | Bezeichnung | Lage                         | Datierung           | Beschreibung | ID       |
| --------------------------------------- | ----------- | ---------------------------- | ------------------- | --- | -------- |
| Direkt Bild zu diesem Denkmal hochladen | Wappenstein | Cottewitzer Straße 7 (Karte) | Bezeichnet mit 1835 | Dekorative quadratische Sandsteintafel mit Darstellung zweier miteinander durch verschlungenes Band verbundener Wappen der Familie Pflugk, ortsgeschichtlicher und künstlerischer Wert. Laut Aussage des Eigentümers ursprünglich an einem Pfeiler der Einfriedung des Gutshofes angebracht, später vermauert, zurzeit eingelagert (vergleiche auch Rittergut Cottewitz, Wappenstein neben Nummer 11, Objekt 08956630) | 09266638 |

## Gohlis
| Bild                                    | Bezeichnung                                                                                            | Lage                    | Datierung                                                                                      | Beschreibung | ID       |
| --------------------------------------- | --- | ----------------------- | ---------------------------------------------------------------------------------------------- | --- | -------- |
| Weitere Bilder                          | Seitengebäude (mit Kumthalle) eines Vierseithofes                                                      | Elbweg 11 (Karte)       | Mitte 19. Jahrhundert                                                                          | Sehr gut erhaltenes Gebäude, Teil der alten Ortsstruktur, baugeschichtlich und wirtschaftsgeschichtlich von Bedeutung. - Wohnhaus: zweigeschossiger massiver Putzbau, giebelständig zur Elbe, Wandöffnungsverhältnis noch intakt, zum Teil originale Fenster, Winterfenster, Krüppelwalmdach (Wohnhaus wurde mittlerweile gestrichen) - Nebengebäude: verputzter Ziegelbau mit Drempel, Sandsteingewände, einbogige Kumthalle, Satteldach, Biberschwanzdeckung | 08956597 |
| Weitere Bilder                          | Wegestein in Einfriedungsmauer                                                                         | Elbweg 22 (bei) (Karte) | 19. Jahrhundert                                                                                | Verkehrshistorische Bedeutung, scharrierter Sandsteinkubus, verwitterte Inschrift „Jacobsthal, Zschepa“, in Einfriedungsmauer integriert | 08956584 |
|                                         | Kirche mit Ausstattung, Kirchhof mit Einfriedung und Denkmal für die Gefallenen des Ersten Weltkrieges | Kirchstraße (Karte)     | 17. Jahrhundert/18. Jh (Kirche); 19. Jahrhundert (?); 1861 (Orgel); nach 1918 (Kriegerdenkmal) | Im Kern romanische Saalkirche mit eingezogenem Chor und Nordturm, baugeschichtliche und ortshistorische Bedeutung. - Kirche (Dehio Sachsen I, 1996): Schlichter Emporensaal, die Außenmauern vor dem 17. Jahrhundert, die Apsis um 1250. Turm spätgotisch, das Langhaus im 17. und 18. Jahrhundert verändert (Wölbung 1773), Ostgiebel bezeichnet mit 1712 und 1921. Restaurierungen 1976 (dabei das hölzerne Obergeschoss des Turms durch Stein ersetzt) und 1992/93. Verputzter Bruchsteinbau mit eingezogenem Chor und Apsis, Satteldach. Chor mit drei Rundbogenfenstern in tiefer Laibung. Turm an der Nordseite über rechteckigem Grundriss, mit Pyramidendach. Im Inneren tonnengewölbt, an drei Seiten eingeschossige Emporen, vermauertes spätgotische Portal im Nordosten. - Ausstattung: hölzerne Kanzel mit angebauter Loge an der Südostecke zwischen Schiff und Chor, 19. Jahrhundert (?), Orgel von 1861 - Denkmal für Ersten Weltkrieg: Steinkubus, darauf eine große und vier kleine Kugeln aus Stein, auf großer Kugel Eisernes Kreuz Denkmal für Zweiten Weltkrieg (Steinplatte auf Fundament, Inschrift „1939–1945, Den Gefallenen und Opfern zum Gedenken“) ohne Denkmalwert. | 08956593 |
| Direkt Bild zu diesem Denkmal hochladen | Eispreller in Einfriedungsmauer zur Elbe                                                               | Lindenstraße 19 (Karte) | 19. Jahrhundert                                                                                | Einer der letzten Eispreller (auch Haben genannt) des Ortes als Zeugnis für die Hochwassersituation bei Eisgang, ortsgeschichtlich von Bedeutung. Kegelförmig eingemauerter Preller in Einfriedungsmauer, aus Bruchstein, verputzt. | 08956595 |
| Direkt Bild zu diesem Denkmal hochladen | Wohnhaus                                                                                               | Lindenstraße 24 (Karte) | Um 1800                                                                                        | Zweigeschossiger Putzbau, Gebäude der ehemaligen Brauerei, ortshistorische Bedeutung. Massiv, 3 zu 11 Achsen, eine Hälfte des Baus neue Fenster, andere Hälfte originale Fenster, Krüppelwalmdach. | 08956603 |

### Ehemaliges Denkmal (Gohlis)
| Bild                                    | Bezeichnung | Lage                   | Datierung             | Beschreibung | ID       |
| --------------------------------------- | ----------- | ---------------------- | --------------------- | --- | -------- |
| Direkt Bild zu diesem Denkmal hochladen | Wohnhaus    | Kirchstraße 39 (Karte) | Mitte 19. Jahrhundert | Obergeschoss Fachwerk, trotz baulicher Veränderungen Denkmalwert, einer der wenigen Fachwerkbauten im Ort, baugeschichtlich von Bedeutung. Erdgeschoss massiv, im Erdgeschoss Fenster zum Teil vergrößert, Krüppelwalmdach, zum Teil Winterfenster. Zwischen 2022 und 2024 aus der Denkmalliste gestrichen. | 08956600 |

## Jacobsthal
| Bild                                    | Bezeichnung | Lage                                                                 | Datierung | Beschreibung | ID       |
| --------------------------------------- | --- | -------------------------------------------------------------------- | --- | --- | -------- |
| Weitere Bilder                          | Sächsisch-Preußischer Grenzstein: Pilar Nr. 206 | (Gemarkung Fichtenberger-Rustelmark, Flurstück 62) (Karte)           | Nach 1828 | Siehe auch Sachgesamtheit 09305644; vermessungsgeschichtlich und landesgeschichtlich von Bedeutung als Zeitdokument der historischen Grenzziehung zwischen Sachsen und Preußen nach dem Wiener Kongress 1815. Pyramidenstumpf aus Sandstein mit Plinthe direkt auf der Grenzlinie, gegenüberliegend eingemeißelt Nummer 206 und Landeskürzel K.P.–K.S. Stein stark verwittert und in seiner Form verunklärt, Inschriften nicht mehr lesbar. | 09305493 |
| Weitere Bilder                          | Sächsisch-Preußischer Grenzstein: Pilar Nr. 207 | (Gemarkung Fichtenberger-Rustelmark, Flurstück 58/1) (Karte)         | Nach 1828 | Siehe auch Sachgesamtheit 09305644; vermessungsgeschichtlich und landesgeschichtlich von Bedeutung als Zeitdokument der historischen Grenzziehung zwischen Sachsen und Preußen nach dem Wiener Kongress 1815. Pyramidenstumpf aus Sandstein mit Plinthe direkt auf der Grenzlinie, gegenüberliegend eingemeißelt Nummer 207 und Landeskürzel K.P.–K.S. Stein stark verwittert und in seiner Form verunklärt, Inschriften nicht mehr lesbar. | 09305494 |
| Weitere Bilder                          | Sachgesamtheit Königlich-Sächsische Triangulierung („Europäische Gradmessung im Königreich Sachsen“); Station 70, Jacobsthal (Triangulationssäule) | (Flurstück 93a) (Karte)                                              | Bezeichnet mit 1866                                                                                           | Station 2. Ordnung, bedeutendes Zeugnis der Geodäsie des 19. Jahrhunderts, vermessungsgeschichtlich von Bedeutung. Vermessungssäule aus Laußnitzer Granit, grob behauener Sockel, darauf Schaft mit profilierte Abdeckplatte, Inschrift „Station / JACOBSTHAL / der / Kön:Sächs: / Triangulierung / 1866.“, Höhe 2,40 m, Kantenlänge oben 44 cm, hoher abgesetzter Sockel. Die Säule in Jacobsthal ist vollständig erhalten. Die Schrift befindet sich auf der Südseite des obersten Pfeilersteines. Sie scheint leicht mit Farbe hinterlegt zu sein. Der Oberbau, der den Säulen in Korbitz oder auf der Eichardthöhe entspricht, steht auf einem grob behauenen Unterteil. Die Verbindung ist betoniert. Die Betonierung ist nachgearbeitet. Die Säule besitzt noch eine Granitabdeckung, die übersteht und kunstvoller gearbeitet ist, als auf der Eichardthöhe. Ein Höhenbolzen muss sich auf der Nordseite befunden haben, der aber abgebrochen ist. Die Säule ist bis etwa zur Hälfte nur grob behauen. Die ca. 2,40 m hohe Säule aus Laußnitzer Granit wurde 1866 von Gradmessungsassisstent Friedrich Robert Helmert eingemessen und aufgestellt. Die Inschrift legt Zeugnis davon ab. Das aktuelle Zentrum befindet sich in etwa 25 m Entfernung (Nordosten). Die Säule ist nach Richtung Nordwesten augenscheinlich geneigt. Sie steht auf der Kuppe des Berges und ist von hohem Kiefernwald umgeben, deshalb fehlen die Fernsichten. In der Nähe befinden sich Wanderwege. | 08956543 |
|                                         | Ehrenfriedhöfe für sowjetische Kriegsgefangene (Sachgesamtheit)                                                                                    | (Flurstücke 409/1 und 145; Gemarkung Zschepa, Flurstück 235) (Karte) | 1951 | Sachgesamtheit Ehrenfriedhöfe für sowjetische Kriegsgefangene, drei Soldatenfriedhöfe (KII, KIII und KIV) mit zentralen Denkmalen sowie Einfriedungen (alles Sachgesamtheitsteile); auf den Gemarkungen Jacobsthal und Zschepa gelegen, Anlagen erinnern an die unzähligen Toten des 1941 eingerichteten Kriegsgefangenenlagers Zeithain und an die politisch geprägte Erinnerungskultur in der DDR, von internationaler und landesgeschichtlicher Bedeutung (siehe auch ID-Nr. 09304288) | 08956546 |
| Direkt Bild zu diesem Denkmal hochladen | Empfangsgebäude des Bahnhofs | Am Bahnhof 1 (Karte)                                                 | 1887–1888 | Sehr gut erhaltenes, gründerzeitliches Klinkergebäude, von ortsgeschichtlicher und verkehrsgeschichtlicher Bedeutung, primär aber zeitgeschichtlich bedeutend als Baudenkmal im Zusammenhang mit Verbrechen der Wehrmacht an Kriegsgefangenen im Zweiten Weltkrieg. Massiver zweigeschossiger Klinkerbau mit Mezzaningeschoss, Sandsteinsegmentbogen mit Schlussstein über Tür und Fenstern im Erdgeschoss, im Obergeschoss Zwillingsfenster mit Halbsäulen auf Postament und Blattkapitell, kräftiges Gurtgesims, horizontal umlaufende Gliederbänder, Rückseite Schieferverkleidung im Obergeschoss und Mezzaningeschoss, Flachdach auf Konsolen aus Holz. | 08956532 |
| Direkt Bild zu diesem Denkmal hochladen | Seitengebäude (mit Kumthalle) eines Vierseithofes                                                                                                  | Am Dorfteich 3a (Karte)                                              | Ende 19. Jahrhundert                                                                                          | Verputzter Massivbau mit seltener dreijochiger Kumthalle und Drillingsfenster (Palladio-Motiv) im Giebel, wissenschaftlich-dokumentarischer Wert, baugeschichtlich von Bedeutung. Zweigeschossiges Wohnhaus, Putznutung im Erdgeschoss, Gurtgesims, profilierte Sandsteingewände im Erdgeschoss und Obergeschoss, originale Fenstergrößen, Mezzaningeschoss, originale Tür, darüber Inschrift und Datierung „E. Lehmann 1893“, heute geteilter Hof mit zwei verschiedenen Hausnummern (Nummer 3 und Nummer 3a). Seitengebäude mit Kumthalle (3-jochig) gehört wohl ursprünglich mit zu Nummer 3, Nummer 3a zum Teil saniert. Wohnhaus Nummer 3 stark ruinös (2011), daher als Abbruch verzeichnet. | 08956538 |
| Direkt Bild zu diesem Denkmal hochladen | Wohnstallhaus (ohne Anbau) eines Dreiseithofes | Am Dorfteich 9 (Karte)                                               | Bezeichnet mit 1880                                                                                           | Weitgehend original erhaltener, giebelständiger Putzbau mit Zwillingsfenster im Giebel, in ortsbildprägender Lage, baugeschichtlich von Bedeutung, bildet Dreiseithof mit Am Dorfteich Nummer 9a. Zweigeschossiges massives verputztes Wohnhaus, zum Teil verputztes Bruchsteinmauerwerk, zehn Achsen im Obergeschoss, originale Fenstergröße mit scharrierten Sandsteingewänden, originale Tür, im Türsturz Inschrift „H. M. Görlich 1880“, Satteldach. | 08956536 |
| Direkt Bild zu diesem Denkmal hochladen | Wohnhaus und Scheune eines Zweiseithofes | Gohliser Gasse 8 (Karte)                                             | Mitte 19. Jahrhundert (Scheune); um 1890 (Bauernhaus)                                                         | Wohnhaus eingeschossiger Putzbau mit Zwillingsfenster im Giebel, eines der wenigen erhaltenen Kleinbauernhöfe im Ort, zeit- und ortstypische Architektur, baugeschichtlich und sozialgeschichtlich von Bedeutung. - Wohnhaus: eingeschossiger Putzbau mit scharrierten Sandsteingewänden, Eckquaderung aus Putz, flaches Gurtgesims, Mezzaningeschoss, im Giebel Zwillingsfenster mit Rundbogen, Satteldach, originale Fenster - Nebengebäude: verputzter eingeschossiger Bau mit großem Torbogen, Segmentbogen, Biberschwanzdeckung (einseitig) | 08956542 |
|                                         | Wohnhaus, Seitengebäude (Wohnstallhaus) und weiteres Seitengebäude sowie zwei Torpfeiler eines Vierseithofes                                       | Gohrische Straße 1 (Karte)                                           | Um 1800 (Wohnhaus); 19. Jahrhundert (Wohnstallhaus)                                                           | Verputzte Massivbauten, weitgehend original erhaltenes, straßenbildprägendes Ensemble, baugeschichtlich und wirtschaftsgeschichtlich von Bedeutung. - Wohnhaus: zweigeschossiger massiver Putzbau, Fenster im Erdgeschoss verändert, Krüppelwalmdach, Sandsteintürgewände, Reste der originalen Farbgebung - Wohnstallhaus: zweigeschossiger massiver Putzbau, im straßenseitigen Abschnitt nur Wohnungen, dann Obergeschoss Wohnung, Erdgeschoss Ställe, Putzfaschen im Obergeschoss, zum Teil originale Fenster - Seitengebäude: Bruchstein verputzt | 08956541 |
| Direkt Bild zu diesem Denkmal hochladen | Wohnhaus | Gohrische Straße 5 (Karte)                                           | Um 1880 | Putzbau mit Zwillingsfenster im Giebel, weitgehend original erhaltenes, orts- und zeittypisches Gebäude, baugeschichtlich von Bedeutung. Zweigeschossig, fünf zu drei Achsen, giebelständig, originale Fenster und Fenstergrößen erhalten, zum Teil Winterfenster, originale Tür, Satteldach. | 08956539 |
| Weitere Bilder                          | Transformatorenstation | Hausener Straße (Karte)                                              | Um 1915 | Zeugnis der Elektrifizierung des Ortes, technikgeschichtlich von Bedeutung. Massiver Putzbau auf quadratischem Grundriss, Zwischendach Krüppelwalm mit Biberschwanzdeckung, verschieferter turmartiger Aufbau mit flachem Zeltdach, Biberschwanzdeckung. | 08956604 |
| Direkt Bild zu diesem Denkmal hochladen | Wohnstallhaus (Nr. 23), Scheune und Seitengebäude (Nr. 25, mit Kumthalle, ohne Kopfbau) eines Dreiseithofes                                        | Hausener Straße 23, 25 (Karte)                                       | 2. Hälfte 19. Jahrhundert                                                                                     | Weitgehend original erhaltene orts- und zeittypische Hofanlage, verputzte Massivbauten, seltene dreijochige Kumthalle, baugeschichtlich und wirtschaftsgeschichtlich von Bedeutung. - Wohnstallhaus: zweigeschossiger Putzbau, Giebel leicht verändert, Sandsteingewände, Satteldach - Scheune: massiver Putzbau, mit zwei großen Segmentbogentoren, Satteldach - Seitengebäude: massiver Putzbau mit zwei Segmentbogentoren und dreijochiger Kumthalle, Drempel mit zwei Türöffnungen, Satteldach, ohne Anbau | 08956373 |
| Direkt Bild zu diesem Denkmal hochladen | Wohnhaus, Stallgebäude, Scheune und Seitengebäude (mit Kumthalle, ohne Kopfbau) sowie Taubenhaus eines Vierseithofes                               | Hausener Straße 30 (Karte)                                           | Mitte 19. Jahrhundert (Seitengebäude); Ende 19. Jahrhundert (Wohnhaus)                                        | Sehr gut erhaltene Anlage in der Ortsmitte, ortsbildprägende Massivbauten, illustriert augenfällig ländliche Geschichte, baugeschichtlich und wirtschaftsgeschichtlich von Bedeutung, bildet Vierseithof mit Nummer 32. - Wohnhaus: zweigeschossiger massiver Putzbau mit 7 zu 4 Achsen, Sandsteingewände, im Giebel Flaschenzug - Scheune: massiver Putzbau, Satteldach, zwei große originale Tore, Drempel Schlitzfenster - Seitengebäude I: Putzbau mit Kumthalle (3-jochig), Obergeschoss Drempel, Satteldach - Seitengebäude II (Stallscheune): Putzbau mit Drempel, Sandsteingewände - Taubenhaus: Sockel verputzt, zweigeschossiger turmartiger Aufbau mit Satteldach | 08956535 |
| Weitere Bilder                          | St. Jacobuskirche mit Ausstattung, Kirchhof mit Grabmal der Familie Kürbs und Denkmal für die Gefallenen des Ersten Weltkrieges                    | Kirchgasse (Karte)                                                   | 1779–1782 (Kirche); um 1790 (eiserner Ofen); 19. Jahrhundert (Ausmalung); 1899 (Orgel); 1921 (Kriegerdenkmal) | Barocke Saalkirche mit Westturm, von ortsgeschichtlicher und kunsthistorischer Bedeutung. Evangelische Pfarrkirche. Wohl proportionierte, schön gegliederte Saalkirche mit Westturm, 1779 erbaut unter Curt Gottlob von Seydewitz (bezeichnet auf Kartusche über Portal), mehrfach erneuert, Restaurierung 1992 | 08956533 |
| Direkt Bild zu diesem Denkmal hochladen | Wohnhaus | Zur Heide 1 (Karte)                                                  | Bezeichnet mit 1869                                                                                           | Original erhaltenes ländliches Wohnhaus nahe dem Bahnhof Jacobsthal, Putzbau mit schönemTürportal und Zwillingsfenster im Giebel, aufwendig gestaltetes Beispiel der orts- und zeittypischen Bauweise, baugeschichtlich von Bedeutung. Massiver zweigeschossiger Putzbau mit aufwendiger Putzgliederung, Sandsteingewände, Türgewände und Tür original erhalten, Fenstergewände an Giebel profiliert, Zwillingsrundbogenfenster im Giebel mit Putzornamentik, Satteldach, Gurtgesims, leicht profiliertes Kranzgesims. | 08956531 |

## Kreinitz
| Bild                                    | Bezeichnung | Lage                                             | Datierung                                                                                     | Beschreibung | ID       |
| --------------------------------------- | --- | ------------------------------------------------ | --------------------------------------------------------------------------------------------- | --- | -------- |
| Weitere Bilder                          | Sächsisch-Preußischer Grenzstein: Pilar Nr. 203 | (Gemarkung Kleintrebnitz, Flurstück 51) (Karte)  | Nach 1828                                                                                     | Siehe auch Sachgesamtheit 09305644; vermessungsgeschichtlich und landesgeschichtlich von Bedeutung als Zeitdokument der historischen Grenzziehung zwischen Sachsen und Preußen nach dem Wiener Kongress 1815. Schlanke Sandsteinstele, ca. 1,50 m hoch, mit gegenüberliegend eingemeißelten Schriftfeldern für Nummer 203 und Länderkürzel KS/KP direkt auf der Grenzlinie (Landeskürzel nachträglich abgearbeitet und unkenntlich gemacht). | 08958939 |
| Weitere Bilder                          | Sächsisch-Preußischer Grenzstein: Pilar Nr. 205 | (Gemarkung Kleintrebnitz, Flurstück 109) (Karte) | Nach 1828                                                                                     | Siehe auch Sachgesamtheit 09305644; vermessungsgeschichtlich und landesgeschichtlich von Bedeutung als Zeitdokument der historischen Grenzziehung zwischen Sachsen und Preußen nach dem Wiener Kongress 1815. Scharrierter Pyramidenstumpf aus Sandstein mit Plinthe direkt auf der Grenzlinie, gegenüberliegend eingemeißelt Nummer 205 und Landeskürzel K.P.–K.S. (Landeskürzel nachträglich abgearbeitet und unkenntlich gemacht). | 09305492 |
|                                         | Erbbegräbnis der Familie Egidy | (Flurstück 628/1) (Karte)                        | 1840                                                                                          | Ortshistorische Bedeutung. Grablege mit vier Grabmalen der Familie von Egidy, Rittergutsbesitzer des Gutshofes Kreinitz. - 1. Stein: grauer Granit, Christoph Holm von Egidy, geb. 1894, Christoph Hans von Egidy, geb. 1905, beide gestorben 1947 im Lager Mühlberg - 2. Stein: Ruhestätte der Familie von Egidy - 1. Holzkreuz: Margarethe von Egidy: geb. 1867 gest. 1944 - 2. Holzkreuz: Emmeline Flegel geb. Kahle aus Bautzen: geb. 1846 gest. 1924 | 08956580 |
|                                         | Rittergut Kreinitz (Sachgesamtheit) | An den Gärten 3, 4, 5, 6 (Karte)                 | 19. Jahrhundert                                                                               | Sachgesamtheit Rittergut Kreinitz, mit folgenden Einzeldenkmalen: zwei Gutsverwalter-Wohnhäuser (Nr. 3 und Nr. 5), Gutsbrennerei und Schmiede (neben Nr. 3) und Wirtschaftsgebäude (neben Nr. 5), siehe 08956579, sowie zwei weitere Wirtschaftsgebäude (Nr. 4 und Nr. 6) als Sachgesamtheitsteile; ortshistorisch von Bedeutung, außer dem abgebrochenen Schloss ist die Anlage noch in ursprünglicher Ausdehnung erhalten. - Ehemaliger Kuhstall (Nummer 6): heute Wohnhaus, massiver zweigeschossiger Putzbau, Satteldach - Wohnhaus mit Wirtschaftsteil (Nummer 4): zweigeschossiger massiver Putzbau, Satteldach, Fensteröffnungen original erhalten | 09300034 |
| Direkt Bild zu diesem Denkmal hochladen | Zwei Gutsverwalter-Wohnhäuser (Nr. 3 und Nr. 5), Gutsbrennerei und Schmiede (neben Nr. 3) und Wirtschaftsgebäude (neben Nr. 5), Einzeldenkmale der Sachgesamtheit 09300034 | An den Gärten 3, 5 (Karte)                       | Anfang 18. Jahrhundert                                                                        | Einzeldenkmale der Sachgesamtheit Rittergut Kreinitz; ortshistorisch von Bedeutung, außer dem abgebrochenen Schloss ist die Anlage noch in ursprünglicher Ausdehnung erhalten. - Wirtschaftsgebäude (neben Nummer 5): verputzter massiver Bau, Satteldach, Segmentbogentor - daran anschließend ehemaliges Verwalterwohnhaus (Nummer 5): zweigeschossiger, massiver Putzbau, Walmdach (saniert) - Ehemalige Schmiede und Brennerei (neben Nummer 3): verputzter massiver Ziegelbau, Satteldach - daran anschließend Verwalterwohnhaus (Nummer 3): zweigeschossiger massiver Putzbau, Sandsteingewände Tür und Fenster, Tür mit Segmentbogen, Walmdach - daneben Reste eines weiteren Baus, der die Verbindung zum Schloss darstellte - Mauer mit Bogenöffnungen Schloss abgerissen, Rittergut der Familie von Egidy. | 08956579 |
| Direkt Bild zu diesem Denkmal hochladen | Ehemaliges Pfarrhaus, mit Seitengebäude und Einfriedung | Lange Gasse 7 (Karte)                            | 1887                                                                                          | Gründerzeitliche Putzfassade, weitgehend original erhaltener Bau, in Verbindung mit der Kirche ortshistorisch bedeutsam. - Wohnhaus: zweigeschossiger massiver Putzbau mit Mittelrisalit, bänderartige Putzgliederung über beide Geschosse Gurtgesims, Dreieckgiebel über Mittelrisalit, Walmdach, originale Fenstergröße, originale Haustür, Sandsteingewände - Seitengebäude: eingeschossig, verputzt, Satteldach | 08956585 |
|                                         | Ehemalige Schule (ohne Anbau), heute Kindergarten | Schulstraße 10 (Karte)                           | 1903 laut Bauakte                                                                             | Gründerzeitgebäude, ortsgeschichtliche und ortsbildprägende Bedeutung. Zurzeit mit nachträglichem einfachen Anbau aus 2. Hälfte des 20. Jahrhunderts verbundener Baukörper auf rechteckigem Grundriss, schlichter Baukörper mit erhaltener authentischer Grundrissgliederung und äußerem Erscheinungsbild entsprechend herkömmlicher Gestaltung mit seitlicher Betonung der Eingangssituation (mit Giebelfeld), außerdem profilierte Gewände (Sandstein) erhalten, rückwärtiger Treppenhausanbau asymmetrisch, Weiterhin erhalten: originale Fenstergrößen, Fensterachsen, Proportionen, Satteldach mit historischem Dachstuhl. Objekt ist vergleichbar mit Alter Schule im Ortsteil Lorenzkirch, soll entsprechend dieser auch saniert werden. Absprachen zur Denkmaleigenschaft und Sanierung mit Unterer Denkmalschutzbehörde Kreis Riesa-Großenhain, öffentliches Erhaltungsinteresse seitens Gemeinde begründet. | 08955386 |
|                                         | St. Katharina-Kirche mit Ausstattung, Kirchhof mit Einfriedung und Kriegerdenkmal für die Gefallenen des Ersten Weltkrieges                                                | Straße der Freundschaft (Karte)                  | 1894–1895 (Kirche); Ende 15. Jahrhundert (Kruzifix); 1895 (Orgel); nach 1918 (Kriegerdenkmal) | Neugotische Saalkirche mit Westturm, Ziegelbau, Architekt: Julius Zeißig, Leipzig, von baugeschichtlicher, ortshistorischer und kirchengeschichtlicher Bedeutung. - Kirche (Dehio Sachsen I): Klinkerbau auf Bruchsteinsockel mit eingezogenem, dreiseitig geschlossenem Chor und im Osten abgewalmtem Satteldach. Über dem von einem Wimperg bekrönten Portal im Westen Fensterrose. Am Langhaus umlaufender gestelzter Rundbogenfries. Quadratischer Westturm, das Dach mit vorgesetzten Dreiecksgiebeln. Im Inneren flachgedeckt. Eingeschossige Emporen an drei Seiten, im Westen auf Sandsteinsäulen. Chor mit kreuzgratgewölbtem Joch. - Ausstattung: Holzkruzifix Ende 15. Jahrhundert: großes reich geschnitztes Totenschild des Hans Siegmund Pflugk (gest. 1710). Eule-Orgel von 1895. - Kriegerdenkmal für die Gefallenen des Ersten Weltkrieges: Steinquader auf Sockel mit Inschrift „Ihren im Weltkrieg gefallenen Helden – die dankbare Gemeinde Kreinitz“, oben Helm auf Lorbeeren, auf Steinquader stehendes Schwert - Einfriedung zum Teil schmiedeeiserner Zaun, zum Teil verputztes Bruchsteinmauerwerk | 09299927 |
| Direkt Bild zu diesem Denkmal hochladen | Seitengebäude eines Bauernhofes, gehörte vermutlich zur Alten Schmiede | Straße der Freundschaft 2d (Karte)               | Anfang 19. Jahrhundert                                                                        | Als einzig erhaltenes Gebäude des ehemaligen Hofes denkmalwert, Putzbau mit Zwillingsfenster im Giebel, weitgehend originales Aussehen, ortsgeschichtlich von Bedeutung. Eingeschossiger verputzter Bau, Satteldach, originale Fenster, Winterfenster, rundbogige Zwillingsfenster im Giebel, Mezzaningeschoss. | 08956587 |
|                                         | Gedenkstein für Treffen der Roten Armee mit US-Armee am 25. April 1945 | Zum Elbblick 11 (vor) (Karte)                    | 1977                                                                                          | Historische Bedeutung. Rote Granitplatte auf Natursteinblock mit Inschrift. Sowjetischer Gedenkstein, Stiller Winkel. Forschungsarbeiten ergaben, dass sich an diesem Ort, am Ufer der Elbe, bereits am 22. April 1945, das heißt vor Torgau, Truppenteile der Roten Armee mit Truppenteilen der US-Armee begegneten. Diesem Ereignis ist der Gedenkstein gewidmet. Findling mit Tafel, erklärender Text. | 08956583 |

## Lorenzkirch
| Bild                                    | Bezeichnung | Lage                                                | Datierung | Beschreibung | ID       |
| --------------------------------------- | --- | --------------------------------------------------- | --- | --- | -------- |
|                                         | Denkmalschutzgebiet Dorf Lorenzkirch | (bebauter Dorfkern und Gebiet bis zur Elbe) (Karte) | 18./19. Jahrhundert, im Kern älter | Denkmalschutzgebiet Dorf Lorenzkirch | 09302356 |
| Weitere Bilder                          | St. Laurentiuskirche und Kirchhof Lorenzkirch (Sachgesamtheit) | Alte Salzstraße (Karte)                             | 17. Jahrhundert (Kirchhof); bezeichnet mit 1908 (Aufbahrungshalle)                                                                                   | Sachgesamtheit St.-Laurentius-Kirche und Kirchhof Lorenzkirch mit den Einzeldenkmalen: Kirche, Kriegerdenkmal für die Gefallenen des Ersten Weltkrieges und Kriegerdenkmal für die Gefallenen des Zweiten Weltkrieges sowie sieben Grabmale und Einfriedungsmauer mit zwei Kirchhofstoren (siehe 08956634), weiterhin Kirchhof mit Aufbahrungshalle (Sachgesamtheitsteile); Dorfkirche im romanischen Stil, baugeschichtlich und ortsgeschichtlich von Bedeutung. Aufbahrungshalle eingeschossiger Putzbau mit Mansardgiebeldach und Rundbogentor mit Schlussstein, dort bezeichnet mit 1908. | 08956635 |
| Weitere Bilder                          | St. Laurentiuskirche mit Ausstattung, Kriegerdenkmal für die Gefallenen des Ersten Weltkrieges und Kriegerdenkmal für die Gefallenen des Zweiten Weltkrieges und sieben Grabmale und Einfriedungsmauer mit Torpfeilern (Einzeldenkmale der Sachgesamtheit 08956635) | Alte Salzstraße (Karte)                             | 13. Jahrhundert (Kirche); 1575–1578 (Kirche); um 1580 (Altar); vermutlich 17. Jahrhundert (Felderdecke); bezeichnet mit 1906 (Altarbild)             | Einzeldenkmale der Sachgesamtheit St.-Laurentius-Kirche und Kirchhof Lorenzkirch; Dorfkirche im romanischen Stil, baugeschichtlich und ortsgeschichtlich von Bedeutung | 08956634 |
|                                         | Ehemalige Schule, heute Dorfgemeinschaftshaus, mit Nebengebäude, Stützmauer und Eispreller | Alte Salzstraße 1 (Karte)                           | Um 1895 (Schule); 19. Jahrhundert (Eispreller) | Ehemalige Schule ein Gründerzeitgebäude in unmittelbarer Nähe zur Kirche, Nebengebäude in giebelständiger Lage an der Dorfstraße mit einem der letzten Eispreller des Ortes, ortsgeschichtlich wichtiges Zeugnis für die Volksbildung. - Schule (zugleich auch Kantorat): Putzbau mit schmiedeeisernem Blitzableiter, zwei Geschosse, Bruchsteinsockel, Ziegelbau, Sandstein-Fenster- und -Türrahmungen, original: schmiedeeiserner Blitzableiter, Treppe - Nebengebäude: eingeschossig, Bruchstein-Ziegel-Bau verputzt, Tür- und Fenstergewände aus Sandstein, Zwillingsfenster - einer der letzten Eispreller des Ortes aus Sandsteinquadern, Bruchsteinen und Ziegel-/Dachziegelresten - Nebengebäude nach alter Kirchengalerie: bezeichnet mit 165?, 1686 abgebrannt, danach Weingarten des Lehrers | 08956637 |
|                                         | Wohn- und Lagerhaus, sogenanntes Budenhaus | Alte Salzstraße 4 (Karte)                           | Mitte 18. Jahrhundert | Zweigeschossiger Massivbau mit Mansarddach, diente zur Aufbewahrung von Ständen und technischen Materialien für den alljährlich stattfindenden überregionalen Lorenzmarkt auf den Elbwiesen vor der Dorfsilhouette, ortsgeschichtlich bedeutsamer Bau in wichtiger Lage an der Dorfstraße und vor der Kirche. Putzbau mit Sandsteingewänden, zwei Geschosse, Sandstein-Fenstergewände, Mansarddach. Links sind die Buden untergebracht für den alljährlichen Lorenzmarkt, Bruchsteinmauerwerk verputzt in den 1970er Jahren. | 08956633 |
|                                         | Ehemaliger Klosterhof (Küchengut des Zisterzienserklosters Mühlberg) mit zwei Gebäuden (in Winkelstellung zueinander), Hofpflasterung und Garten mit Umfriedungsmauer sowie mit zwei Torpfeilern zum Feld                                                           | Alte Salzstraße 5 (Karte)                           | 18. Jahrhundert, später überformt | Ortsgeschichtliche Bedeutung und Bindeglied der geschlossenen Ortsfront zur Elbe hin, zwischen Pfarrhof und Kirchhof gelegen, Geburtshaus des Experimentalphysikers und Nobelpreisträgers Wolfgang Paul (1913–1993), daher auch personengeschichtlich von Bedeutung. Straßengebäude in Traufstellung eingeschossig mit ausgebautem Mansardgeschoss und Zwerchgiebel, Rückseite hölzerne Veranda, schöne Torhalle flachgedeckt, einige Fenster original um 1910, nicht völlig denkmalgerecht saniert, Wohnhaus seitlich zweigeschossig mit Krüppelwalmdach, Bruchsteinmauer, Ecke Sandsteinquader, Putzfassade mit schlichter Putzgliederung, Garten sehr weitläufig, Umfriedungsmauer, Pflasterung im Hof.                                                                                              | 08956632 |
|                                         | Pfarrhof mit Pfarrhaus (Nr. 6), gegenüberliegendem Seitengebäude (Wohnhaus, Nr. 6a), Stallgebäude, Einfriedungsmauer, zwei Torpfeilern der Hofeinfahrt und zwei Torpfeilern zum Gemüsegarten sowie der Pfarrgarten (Gartendenkmal)                                  | Alte Salzstraße 6, 6a (Karte)                       | 1687, später (bezeichnet mit 1847) überformt (Pfarrhaus); 19. Jahrhundert (Seitengebäude)                                                            | Pfarrhaus Obergeschoss Fachwerk verputzt, hohes Walmdach mit Fledermausgaupen, ortsbildprägendes Ensemble sowie baugeschichtlich und kulturgeschichtliche Bedeutung (eine der ersten Kaffeestuben in Sachsen). - Pfarrhaus: bezeichnet mit MDCCCIIIL (1847), Bruchsteinerdgeschoss, Obergeschoss Fachwerk verputzt, saniert, 1996/1997, Fledermausgauben - Wohnhaus: eingeschossige Putzfassade, Krüppelwalmdach - Stallgebäude: Bruchsteinmauerwerk, Fledermausgauben, Krüppelwalmdach - Einfriedungsmauer an der Straße und am Feld sowie noch einmal um den inneren Pfarrhof (letztere Mauerreste einer Scheune?) Scheune abgebrochen, die Umfassungsmauern zur Elbseite und an der Auffahrt aber wichtig für die Abrundung des Gesamteindruckes.                                                    | 08956631 |
| Direkt Bild zu diesem Denkmal hochladen | Wohnstallhaus (Nr. 8) mit angebautem Stallgebäude, Seitengebäude (älteres Wohnhaus, Nr. 9), Einfriedungsmauer und Torpfeiler eines ehemaligen Dreiseithofes und ein Eispreller                                                                                      | Alte Salzstraße 8, 9 (Karte)                        | Vor 1800 | Ortsbildprägender Bauernhof, neben dem größten Hof des Dorfes gelegen und mit einem der letzten Häuser mit Fachwerk-Lehmausfachung, baugeschichtlich von Bedeutung. Bruchstein-Ziegel-Bauten, teilweise Fachwerk, Sandsteinrahmungen - Wohnhaus: zwei Geschosse, Rückseite Winterfenster, teilweise Sandstein-Fenster- und Türrahmungen - Stall: Bruchsteinmauerwerk, angebaut an Wohnhaus - älteres Wohnhaus: Krüppelwalm, Rückseite Fachwerk mit Lehmausfachung - zwei Torpfeiler, Eispreller in anderer Form Scheune als rückwärtiger Hofabschluss ist bereits abgebrochen. | 08956641 |
| Direkt Bild zu diesem Denkmal hochladen | Wohnstallhaus (Nr. 10), zwei Seitengebäude (Wohnhäuser, Nr. 11 und Nr. 12) und Scheune eines Bauernhofes sowie Einfriedungsmauer | Alte Salzstraße 10, 11, 12 (Karte)                  | 1798, später überformt (Wohnstallhaus); um 1800 (Seitengebäude, Nr. 12); bezeichnet mit 1873 (Scheune); Ende 19. Jahrhundert (Seitengebäude, Nr. 11) | Größter Hof des Dorfes, ortsbildprägende Massivbauten, Wohnstallhaus teilweise mit Fachwerk-Obergeschoss, baugeschichtlich und wirtschaftsgeschichtlich von Bedeutung. - Wohnhaus: massiv, Krüppelwalmdach, Sandstein-Fensterrahmungen - Stallgebäude: Bruchstein-Ziegel-Bau, Sandstein-Fenstergewände im Obergeschoss, einzige Kumthalle des Dorfes mit Sandsteinpfeilern und Sandsteintreppen ins Obergeschoss, Putzfassade, originaler Dachstuhl - Scheune: verändert, aber wichtig für den geschlossenen Charakter des großen Hofes, Scheune bezeichnet mit „1873 M. Oehmichen“ Stallgebäude (Bruchstein-Ziegel-Bauten mit Putzfassaden) vor 2011 abgebrochen. | 08956642 |
| Direkt Bild zu diesem Denkmal hochladen | Wohnhaus (mit angebautem Stallgebäude) eines Bauernhofes | Alte Salzstraße 15 (Karte)                          | Um 1800 | Ortsbildgestaltende Lage neben dem alten Fährgasthof mit Blickfang von der Schmiedegasse her, das Wohnhaus eines der wenigen Gebäude im Ort mit Fachwerk-Obergeschoss, baugeschichtlich von Bedeutung. - Wohnhaus mit angebautem Stall: Sandstein-Türgewände, Obergeschoss Fachwerk - Scheune sehr schön mit Taubenschlag, derzeit Ruine (2011) Torpfeiler vor 2011 abgebrochen. | 08956644 |
| Direkt Bild zu diesem Denkmal hochladen | Ehemaliger Fährgasthof mit Wohnhaus (Nr. 16), Seitengebäude (Wohnhaus, Nr. 17) und Scheune | Alte Salzstraße 16, 17 (Karte)                      | Um 1800 | Als Blickpunkt des Elbweges von der Fähre her weit in die Elbaue wirkende Gehöftsilhouette, weitgehend in authentischer Form erhaltenes, geschlossenes Hofensemble, baugeschichtlich, ortsgeschichtlich und wirtschaftsgeschichtlich von Bedeutung. Ehemaliges Gasthaus mit originalen Fenstern, Türen, Treppe, Fußbodenfliesen, unterkellert, massiv, Sandsteingewände. Seitengebäude hinter dem Wohnhaus Nummer 17 abgebrochen, verbliebener Rest kein Denkmal mehr, Scheune zum Teil abgebrochen, Toreinfahrt vor 2011 abgebrochen. | 08956643 |
| Direkt Bild zu diesem Denkmal hochladen | Wohnhaus | Alte Salzstraße 22 (Karte)                          | Um 1800 | Ländliches Wohnhaus, eines der letzten weitgehend unverändert erhaltene kleinen Hofanwesen, mit prägendem Charakter für die angrenzende Schmiedegasse, sozialgeschichtlich von Bedeutung. Altes Dach, verputzt, verzierte Balkenköpfe an Dachüberstand, mit Haustür-Sandstein-Rahmung. | 08956647 |
| Direkt Bild zu diesem Denkmal hochladen | Eispreller auf der Grundstücksgrenze | Elbblick 11, 12 (vor) (Karte)                       | 18. Jahrhundert | Größter Eispreller des Ortes, veranschaulicht den Zusammenhang zwischen der Anlage des Dorfes innerhalb des Überflutungsgebietes der Elbe und der Hochwassersituation bei Eisgang, ortsgeschichtlich von Bedeutung. Bruchstein, Ziegel, Sandstein. | 08956640 |
| Weitere Bilder                          | Turmholländer (Rest) | Zschepaer Weg (Karte)                               | 19. Jahrhundert | Weithin von den umliegenden Orten sichtbares, die Felderlandschaft hinter dem Hochwasserdamm prägendes Markzeichen, ortsgeschichtlich und technikgeschichtlich von Bedeutung. Bruchstein-Ziegel-Mauerwerk, Holländer-Windmühle an der Straße – Anbindung an die S 88 – gelegen (Mühle 1946 ausgebrannt und danach als Feldscheune genutzt). | 08956648 |

## Moritz
| Bild                                    | Bezeichnung                                                             | Lage                  | Datierung                 | Beschreibung | ID       |
| --------------------------------------- | ----------------------------------------------------------------------- | --------------------- | ------------------------- | --- | -------- |
| Direkt Bild zu diesem Denkmal hochladen | Seitengebäude (Wohnstallhaus) und Einfriedungsmauer eines Vierseithofes | Dorfstraße 4 (Karte)  | Mitte 19. Jahrhundert     | Obergeschoss Fachwerk, stattliches Zeugnis der historischen Ortsstruktur mit bauhistorischer Qualität. - Seitengebäude: Erdgeschoss massiv und verputzt, Fenster in historischer Größe mit Sandsteingewänden, Hofwand und Giebelwände massiv, mit halbkreisförmigem Firstfenster, traufseitiges Obergeschoss auf der Außenseite mit starkem zweiriegeligem Fachwerk, historische Fenster mit Sechsfachsprossung - Einfriedung: Bruchsteinmauer, verputzt | 08958870 |
| Direkt Bild zu diesem Denkmal hochladen | Seitengebäude (mit Kumthalle) eines Bauernhofes                         | Dorfstraße 8 (Karte)  | 2. Hälfte 19. Jahrhundert | Eingeschossiger Putzbau mit dreijochiger korbbogiger Kumthalle, seltenes und zeittypisches Beispiel der dörflichen Erneuerung mit bauhistorischer Bedeutung. Mit Sandsteintür- und -fenstergewänden, Drempelgeschoss, Bergetüren und Schleppgaupen, oktogonale Pfeiler, korbbogige Einfahrten, im Innern preußische Kappen. | 08958871 |
| Direkt Bild zu diesem Denkmal hochladen | Wohnhaus                                                                | Dorfstraße 24 (Karte) | Bezeichnet mit 1794       | Korbbogenportal, ältester Bestandteil der dörflichen Siedlung mit bauhistorischer Relevanz. Erdgeschoss massiv, verändert, korbbogiges Türgewände mit Keilstein (bezeichnet mit „1794“) aus Sandstein, Obergeschoss zum Teil Fachwerk, verbrettert, zum Teil massiv und verändert, Giebel verbrettert, Krüppelwalmdach. | 08958872 |

## Neudorf
| Bild           | Bezeichnung                                                | Lage                                    | Datierung | Beschreibung | ID       |
| -------------- | ---------------------------------------------------------- | --------------------------------------- | --------- | --- | -------- |
|                | Transformatorenstation                                     | Am Forsthaus 1 (bei) (Karte)            | Um 1915   | Zeugnis der Elektrifizierung des Ortes, technikgeschichtlich von Bedeutung. Massiver Putzbau auf quadratischem Grundriss, Zwischendach Krüppelwalm mit Biberschwanzdeckung, verschieferter turmartiger Aufbau mit Zeltdach, Biberschwanzdeckung. | 08956602 |
|                | Holzbaracke des ehemaligen Kriegsgefangenenlagers Zeithain | Wasserturmstraße 1 (Karte)              | Um 1940   | Zeugnis der lokalgeschichtlichen Rolle Zeithains während des Zweiten Weltkrieges. Fertighäuser aus Holz, Holzbaracken des Kriegsgefangenenlagers Zeithain abgebaut, original nach dem Krieg in Neudorf aufgebaut (Gründung des Ortsteils Neudorf 1949), dort als Wohnhaus, Kindergarten, zum Teil Leerstand, zum Teil verändert. | 08956571 |
| Weitere Bilder | Wasserturm und Nebengebäude                                | Wasserturmstraße 1a (gegenüber) (Karte) | Um 1870   | Original erhaltenes Zeugnis der Trinkwasserversorgung des Zeithainer Truppenübungsplatzes, technik- und ortsgeschichtlich bedeutend, in ortsbildprägender Lage. - Wasserturm: aus Backstein, Sockel, dreigeschossiger Schaft mit Rundbogenfenstern, Wasserbehälter Fachwerk, Gefache ausgemauert (preußisches Fachwerk) - Nebengebäude: Ziegelbau auf rechteckigem Grundriss, hohe Rundbogenfenster, mit original erhaltenen Fenstern, Flachdach mit vier Gaupen und Laterne Mit der stetigen Vergrößerung des Zeithainer Truppenübungsplatzes ab 1873 wurde es nötig, eine zentrale Trinkwasserversorgung für das weitläufige Gelände einzurichten. Das dafür gebaute Wasserwerk mit zugehörigem Wasserturm wurde 1896 in Betrieb genommen. Beide Gebäude zeichnen sich durch ihr rotes Klinkermauerwerk aus. Während das anderthalbgeschossige, lang gestreckte Wasserwerk mit erhöhtem Mittelteil nahezu schmucklos ist, bildet der in zeittypischen Formen gehaltene Wasserturm eine weithin sichtbare Landmarke. Der viergeschossige, leicht konische Turmschaft gliedert sich in ein erhöhtes Sockelgeschoss und drei weitere Turmgeschosse, die über hohe Rundbogenfenster belichtet werden. Sockelgeschoss und Turmschaft werden durch ein schlichtes Sandsteingesims voneinander getrennt. Am oberen Ende des Turmschaftes markiert ein Rundbogenfries den Übergang zum weit auskragenden Behältergeschoss, dessen zweigeschossiges Eisenfachwerkgerüst den stählernen Wasserbehälter umgibt und von einem flachen Kegeldach mit Entlüftungshaube abgeschlossen wird. Behältergeschoss und Dach befinden sich in einem ruinösen Zustand. Wasserwerk und Wasserturm sind als authentisch erhaltene Zeugnisse der Trinkwasserversorgung des Zeithainer Truppenübungsplatzes orts- und technikgeschichtlich von Bedeutung. | 08956530 |

## Promnitz
| Bild           | Bezeichnung | Lage                            | Datierung                                                                                        | Beschreibung | ID       |
| -------------- | --- | ------------------------------- | ------------------------------------------------------------------------------------------------ | --- | -------- |
| Weitere Bilder | Rittergut Promnitz (Sachgesamtheit) | Am Elbdamm 1, 2, 3a, 3b (Karte) | 1. Hälfte 18. Jahrhundert                                                                        | Sachgesamtheit Rittergut Promnitz mit folgenden Einzeldenkmalen: Schloss (Nr. 1), Gutsverwalterhaus, zwei Wirtschaftsgebäude (Ställe) und zwei Scheunen sowie Einfriedungsmauern (siehe 08958874), weiterhin Nebengebäude (Nr. 2) und Gutsarbeiterhäuser (Nr. 3a/3b) als Sachgesamtheitsteile; Schloss im Kern ein Renaissancebau mit Sitznischenportal und Turm, barock überformt, ortsbildprägender wesentlicher Bestandteil der alten Ortsstruktur, baukünstlerisch, bauhistorisch, lokalgeschichtlich und sozialgeschichtlich von Bedeutung. - Gutsarbeiterwohnhäuser: drei eingeschossige Putzbauten in Zeilenbauweise, aus Bruchsteinmauerwerk, verputzt, mit jeweils eigenem Kleintierstall, Tür- und Fenstergewände aus Sandstein, profiliertes Traufgesims, zum Teil historische Fenster mit hölzernen Schlagläden, drei stehende Dachgaupen, Krüppelwalmdach mit Biberschwanzdeckung, im Innern einfache Balkeneinschubdecken - Einfriedung: verputzte Bruchsteinmauer | 09299963 |
| Weitere Bilder | Schloss, Gutsverwalterhaus, ein Stallgebäude mit bemerkenswertem Gewölbe, ein Wirtschaftsgebäude (mit Ställen) und zwei Scheunen sowie Einfriedungsmauern (Einzeldenkmale zu ID-Nr. 09299963) | Am Elbdamm 1 (Karte)            | Bezeichnet mit 1603 (Schloss); 18. Jahrhundert (Wirtschaftsgebäude); um 1915 (Gutsverwalterhaus) | Einzeldenkmale der Sachgesamtheit Rittergut Promnitz; Schloss im Kern ein Renaissancebau mit Sitznischenportal und Turm, barock überformt, ortsbildprägender wesentlicher Bestandteil der alten Ortsstruktur, baukünstlerisch, bauhistorisch, lokalgeschichtlich und sozialgeschichtlich von Bedeutung | 08958874 |

## Röderau
| Bild                                    | Bezeichnung | Lage                                 | Datierung | Beschreibung | ID       |
| --------------------------------------- | --- | ------------------------------------ | --- | --- | -------- |
| Direkt Bild zu diesem Denkmal hochladen | Seitengebäude (mit Kumthalle) und daran angebauter Kopfbau (Auszugshaus) eines Bauernhofes                                                                              | Alte Hauptstraße 2 (Karte)           | Bezeichnet mit 1899 | Verputzte Massivbauten, dreijochige Kumthalle mit flachen Stichbögen, Zeugnisse der alten Dorfstruktur mit bauhistorischem Wert. Zweigeschossiger Ziegel-/Bruchsteinbau, verputzt, einfache Gliederung durch Gurtband bzw. -gesims, Sandsteinfenster- und -türgewände, Satteldach, Kopfbau vorspringend dreiachsig unter Walmdach. | 08958875 |
| Direkt Bild zu diesem Denkmal hochladen | Wohnstallhaus eines ehemaligen Vierseithofes | Alte Hauptstraße 7 (Karte)           | 1. Hälfte 19. Jahrhundert | Obergeschoss Fachwerk, stattliches Zeugnis der historischen Ortsstruktur, mit baugeschichtlichem Wert. Erdgeschoss, Giebel und Anbau massiv, verputzt und zum Teil verändert, hofseitiges Obergeschoss zweiriegeliges Fachwerk mit zum Teil vierflügeligen Fenstern mit festem Kämpfer, Krüppelwalmdach. Stallscheune (zum Teil massiv, zum Teil Fachwerk, Sandsteinfenstergewände, Tenneneinfahrten als große Holztore, Krüppelwalmdach) vor 2011 abgebrochen. | 08958877 |
| Direkt Bild zu diesem Denkmal hochladen | Wohnhaus, Seitengebäude, Remisengebäude und Scheune eines Vierseithofes sowie Hofpflasterung                                                                            | Alte Hauptstraße 8 (Karte)           | Bezeichnet mit 1802 | Wohnhaus mit Fachwerk-Obergeschoss und Korbbogenportal, stattliche Zeugnisse der historischen Ortsstruktur mit baugeschichtlichem Wert. - Wohnhaus: Erdgeschoss massiv, korbbogiger Türstock mit Schlussstein (bezeichnet mit „T.I.G.S.“ und „1802“) und Fenstergewände aus Sandstein, eine Giebelwand massiv, Obergeschoss Fachwerk, mit Fenstern in bauzeitlicher Größe, Krüppelwalmdach - Nebengebäude: eingeschossiger Putzbau mit segmentbogigen Einfahrten über Ziegelstürzen, Satteldach - Remise: eingeschossiger Putzbau mit drei Segmentbogen-Toreinfahrten und Satteldach - Nebengebäude mit Taubenschlag: eingeschossiger Putzbau mit Segmentbogentor, auf linker Seite Taubenschlag, Satteldach mit Ausbau | 08958878 |
| Weitere Bilder                          | Wohnhaus und seitlicher Torbogen eines Bauernhofes (ehemaliges Brauereigut)                                                                                             | Alte Hauptstraße 9 (Karte)           | Bezeichnet mit 1815 | Wohnhaus als letztes Zeugnis eines repräsentativen Bauerngutes, Massivbau mit Mansarddach und schönem Segmentbogenportal, wesentliche Zeugnisse der alten Ortsstruktur mit baugeschichtlicher und ortshistorischer sowie ortsbildprägender Relevanz. - Wohnhaus: über hohem Sockel zweigeschossiger Bruchsteinbau, verputzt, 11:3 Fensterachsen, Sandsteinfenster und Sandsteintürgewände, segmentbogiger profilierter Türstock mit Keilstein, Monogramm und Datierung, profiliertes Traufgesims, mächtiges Mansarddach mit Biberschwanzdeckung, korbbogige Fensterlaibungen, im Innern zum Teil Tonnengewölbe über Gewölbekellern Die beiden Nebengebäude und die Umfassungsmauer vor 2011 abgebrochen: - Seitengebäude mit Kumthalle: anderthalbgeschossiger Putzbau mit dreibogiger, weiter Kumthalle unter Korbbogen, Hängekuppeln zwischen Gurtbogen und Sandsteinsäulen - 2. Seitengebäude: anderthalbgeschossig, drei Achsen, zweigeschossiges Satteldach, alte Fenster | 08958879 |
|                                         | Wohnhaus auf dem Eisenbahngelände | Am Bogendreieck 1 (Karte)            | Ende 19. Jahrhundert | Ziegelsteinbau, ehemals in funktionalem Zusammenhang mit dem Bahnhof Röderau (Strecke 6133, Röderau-Jüterbog), Zeugnis der Verkehrsgeschichte, weitgehend authentisch erhalten | 08958881 |
|                                         | Wohnhaus | Am Bogendreieck 4 (Karte)            | Um 1880 | Reich gegliederte, gründerzeitliche Putzfassade, zeittypischer Bau in Bahnhofsnähe und in weitgehend erhaltenem Originalzustand, baugeschichtlich von Bedeutung. Zweigeschossig mit flachem zweiachsigem, giebelbekröntem Mittelrisalit, 2:8 Achsen, Putznutung, profiliertes Gurt- und Kranzgesims, in beiden Geschossen Segmentbogensteingewände und Sohlbänke auf Konsolen, Satteldach. | 08958889 |
|                                         | Kriegerdenkmal für die Gefallenen des Ersten Weltkrieges sowie drei Grabmale (Henriette Sophie Lehmann, Rittergutsbesitzer Mogk, K. Friedrich Schurig) auf dem Friedhof | Lessaer Straße (Karte)               | 2. Hälfte 19. Jahrhundert (Grabanlage); nach 1918 (Kriegerdenkmal)                                                                                                  | Von ortshistorischer Bedeutung. - Kriegerdenkmal: roter Granitmonolith, grob behauen, polierte Inschrifttafel mit den Namen der Gefallenen, eingeritztes Relief (Schwert und Eisernes Kreuz), zu Füßen des Denkmals polierte Granitplatte mit der Aufschrift 1939–1945 - Grabanlage des Rittergutsbesitzer Mogk mit Einfriedung, bereits angewittert, Sarkophaggrabmal, Baldachingrabmal | 08958885 |
|                                         | Mord- und Sühnekreuz | Lessaer Straße 1 (bei) (Karte)       | Mittelalter | Sandsteinkreuz von ortshistorischer Bedeutung, ca. 1,10 m hohes Sandsteinkreuz mit konischem Langschenkel | 08958883 |
| Direkt Bild zu diesem Denkmal hochladen | Wohnhaus | Lessaer Straße 7 (Karte)             | Bezeichnet mit 1809 | Eingeschossiger Putzbau mit Korbbogenportal, trotz Veränderung Bestandteil der alten Dorfstruktur mit sozialhistorischer und baugeschichtlicher Relevanz. Korbbogiger Sandsteintürstock mit einfacher Profilierung und Schlussstein, kleine Lichtluke, Fenster verändert, Satteldach mit Biberschwanzdeckung. | 08958888 |
| Direkt Bild zu diesem Denkmal hochladen | Wohnstallhaus eines Bauernhofes | Lessaer Straße 42 (Karte)            | 1818–1822 | Obergeschoss hofseitig Fachwerk verputzt, Korbbogenportal, Zeugnis der historischen Ortsstruktur mit baugeschichtlicher Bedeutung. Erdgeschoss massiv, Sandsteinfenstergewände, korbbogiger Türstock mit Schlussstein, Giebel und Außentraufwand massiv, Fenster in historischer Größe, Krüppelwalmdach mit Bergetür. | 08958887 |
| Direkt Bild zu diesem Denkmal hochladen | Seitengebäude (mit Kumthalle) und Toranlage eines Bauernhofes | Lessaer Straße 47 (Karte)            | Anfang 19. Jahrhundert | Dreijochige Kumthalle auf balusterartigen Pfeilern, in ihrer Erscheinung singulär im Ort, von bauhistorischer Bedeutung. Zweigeschossiger Putzbau, Rundbögen und Keilsteine, Doppeltoreinfahrt mit identischen Keilsteinen, korbbogiges Stalltürgewände, Obergeschoss mit großer Bergetür, Lüftungsokuli, Satteldach, im Innern Kreuzgewölbe mit Gurtbögen über Sandsteinpfeilern, Toranlage aus drei Sandsteinquaderpfeilern unter profilierten Abdeckplatten und Zierkugeln, Schlussstein über Leutepforte erneuert. | 08958886 |
|                                         | Turmholländer | Mühlenhäuser 2 (Karte)               | Bezeichnet mit 1876 | Typisches Zeugnis des dörflichen Handwerks mit ortsgeschichtlicher und technikgeschichtlicher Qualität. Ortsbildprägende Windmühle ohne Flügel mächtiger Ziegelkonus, verputzt, mit rundbogigem Trauffries, Welsche Haube mit Wetterfahne und Datierung, Ansatz der Königswelle mit Flügelaufhängung sichtbar. | 08958873 |
| Weitere Bilder                          | Wegestein | Promnitzer Straße 20 (neben) (Karte) | 19. Jahrhundert | Verkehrshistorische Bedeutung, ca. 1,50 m hoher Sandsteinkubus, an zwei Seiten Inschrift „Moritz / Großenhain“ (zum Teil verwittert) | 08958890 |
|                                         | Kirche mit Ausstattung, Kirchhof mit Einfriedungsmauer, Kriegerdenkmal für die Gefallenen des Ersten Weltkrieges sowie drei Grabmale                                    | Sandbergstraße (Karte)               | Bezeichnet mit 1787 (Kirche); Ende 18. Jahrhundert (Kanzelaltar); 1903 (Kassette mit Bibel, Kreuz und Kelchdarstellung sowie Kirchenfenster); 1992 (Kirchenfenster) | Schlichte barocke Saalkirche mit Westturm und polygonalem Chorschluss, wesentliche Bestandteile der historischen Ortsstruktur von baugeschichtlicher und ortshistorischer Relevanz. - Kirche (Dehio Sachsen I, S. 756): Schlichte Saalkirche von 1787, Errichtung des Westturms 1817, nach Brand 1903 durchgreifend erneuert. Restaurierungen 1950, 1988–90 (außen) und 1995 (innen). Verputzter Bruchsteinbau mit dreiseitig geschlossenem Chor und Satteldach. Der Turm mit achtseitigem Glockengeschoss und kupfergedeckter Haube, flankierende Treppenanbauten. - Ausstattung: Im Inneren Holztonne, über den an drei Seiten angebrachten Emporen und über dem Chor flachgedeckt. Ornamentale Malerei an den Wänden, in einer Kassette an der Chordecke Darstellung von Bibel, Kreuz und Kelch, 1903. Buntglasfenster im Chor 1903 und 1992. Hölzerner Kanzelaltar Ende 18. Jahrhundert. Sehr schöne Hostiendose aus getriebenem Silber, auf dem Deckel Schäferszene, Augsburger Arbeit um 1670. Jehmlich-Orgel von 1903. - Kriegerdenkmal: in Unterbrechung der Friedhofsmauer hoher Gedenkstein aus grauem Granit, grob behauen, mit poliertem Schriftfeld und Eisernem Kreuz - klassizistisches Grabmal aus Sandstein auf rundem Sockel in Urnenform - klassizistisches Grabmal aus Sandstein über Sockel in imitiertem Basaltgestein, breites Reliefband aus Palmetten und Schlafmohnpflanzen (ursprüngliche Urne als Aufsatz heute verloren) - dreiteilige Grabanlage aus Granit mit geschweiftem Abschluss mit davor liegender Grabplatte, schmiedeeiserne Einfriedung - Kirchhofsmauer als verputzte Bruchsteinmauer | 08958880 |
| Weitere Bilder                          | Rittergut Bobersen (Sachgesamtheit) | Wiesenstraße 7 (Karte)               | Bezeichnet mit 1696 | Sachgesamtheit Rittergut Bobersen mit folgenden Einzeldenkmalen: Herrenhaus, Gutsverwalterhaus, Wirtschaftsgebäude und Gutsscheune (siehe 08958882) sowie Toranlage, Reste des Gutsparks und Remisengebäude (als Sachgesamtheitsteil); barockes Herrenhaus mit Dachreiter und schönem Eingangsportal, ortsbildprägende wesentliche Bestandteile der alten Ortsstruktur, baukünstlerisch, bauhistorisch, lokalgeschichtlich und in Teilen wissenschaftlich-dokumentarisch von Bedeutung. Toranlage mit Leutepforte aus Bruchsteinpfeilern und einfachen Metallflügeltoren. | 09300030 |
| Weitere Bilder                          | Herrenhaus, Gutsverwalterhaus, Wirtschaftsgebäude und Gutsscheune des Rittergutes Bobersen (Einzeldenkmale der Sachgesamtheit 09300030)                                 | Wiesenstraße 7 (Karte)               | Bezeichnet mit 1696 (Herrenhaus); 18. Jahrhundert (Wirtschaftsgebäude); Mitte 19. Jahrhundert (Gutsverwalterhaus)                                                   | Einzeldenkmale der Sachgesamtheit Rittergut Bobersen; barockes Herrenhaus mit Dachreiter und schönem Eingangsportal, ortsbildprägende wesentliche Bestandteile der alten Ortsstruktur, baukünstlerisch, bauhistorisch, lokalgeschichtlich und in Teilen wissenschaftlich-dokumentarisch von Bedeutung | 08958882 |

## Zschepa
| Bild                                    | Bezeichnung | Lage                      | Datierung                                                                      | Beschreibung | ID       |
| --------------------------------------- | --- | ------------------------- | ------------------------------------------------------------------------------ | --- | -------- |
|                                         | Wohnstallhaus (ohne hinteren Anbau) eines Dreiseithofes                                                                           | Elbstraße 9 (Karte)       | 2. Hälfte 19. Jahrhundert                                                      | Schlichter Putzbau mit Zwillingsfenster im Giebel, ortsbildprägendes und weitgehend original erhaltenes Gebäude, baugeschichtlich von Bedeutung. Zweigeschossiger verputzter Bruchsteinbau, Putzquaderung an den Ecken, Sandsteingewände, Gurtgesims, zum Teil Winterfenster erhalten. | 08956592 |
| Direkt Bild zu diesem Denkmal hochladen | Wohnstallhaus und Seitengebäude (mit Kumthalle) mit daran angebautem Wohnhaus (Ausgedingehaus) eines Dreiseithofes sowie Hofbäume | Elbstraße 14 (Karte)      | Mitte 19. Jahrhundert (Wohnstallhaus); 2. Hälfte 19. Jahrhundert (Auszugshaus) | Verputzte Massivbauten, weitgehend geschlossen erhaltene Hofanlage mit sehr gut erhaltenem alten Baumbestand (Kastanien und Walnuss), Anlage von ortsbildprägender, baugeschichtlicher und wirtschaftsgeschichtlicher Bedeutung. - Ausgedinge (Wohnhaus): giebelständig, Bruchsteinsockel verputzt, eingeschossiges Mezzaningeschoss, Putznutung, Sandsteingewände, profiliertes Gurtgesims, Fenster im Giebel mit Verdachung, originale Fenster, Sandsteintreppe führt zu Podest, darauf originales Holzwetterhäuschen, originale Haustür - Seitengebäude: unmittelbar an das Auszugshaus anschließend Seitengebäude mit zweibogiger Kumthalle, eingeschossiger Putzbau, Drempel - Wohnstallhaus (ohne Anbau): zweigeschossiger Putzbau, massiv, originale Türgewände mit Inschrift (nicht lesbar), originale Sandstein-Fenstergewände, profiliert, Gurtgesims, am Giebel Zwillingsfenster (rundbogig) - im Hof zwei große alte Bäume: Kastanie und Walnuss | 08956606 |
| Weitere Bilder                          | Bockwindmühle mit vollständiger technischer Ausstattung                                                                           | Weinbergstraße 13 (Karte) | 1852                                                                           | Gut erhaltene, ortsbildprägende Mühle von technikgeschichtlicher und ortsgeschichtlicher Bedeutung. Mühlenhaus holzverkleideter Fachwerkbau (Mühlenkasten), Walmdach, um senkrechten Hausbaum drehbar auf hölzernem Bock gelagert, dieser zum Teil mit verbrettertem Fachwerk oder massiv eingehaust, Flügelkreuz teilweise erhalten (ehemals mit Jalousieflügeln), Mühlenkasten mittels Steert (langer Auslegerbalken an der Mühlenrückseite, mit Winde) gegen den Wind auszurichten, an der Rückseite des Mühlenkastens auch schwebende hölzerne Zugangstreppe und Feise (erkerartige Einhausung im oberen Bereich, diente als „Aufenthaltsraum“ für den Müller), mit vollständiger technischer Ausstattung. Bockwindmühle 1852 errichtet, Mühlenbetrieb vermutlich erst seit 1853. Mühlenwohnhaus unmittelbar nebenan (kein Denkmal). Mühlentechnik zu DDR-Zeiten um Maschinen aus stillgelegten Getreidemühlen der Umgebung ergänzt, daher vorliegende Maschinenausstattung für kleingewerblich betriebene Windmühlen untypisch, zuletzt Betrieb mittels Elektromotor, aber erst nach Stilllegung Demontage der Jalousieflügel. Bockwindmühlen sind der älteste nachweisbare Windmühlentyp in Mitteleuropa, vielerorts durch andere Mühlentypen ersetzt oder aufgrund der fortschreitenden Industrialisierung und Zentralisierung der Getreidemüllerei aufgegeben, daher inzwischen von Seltenheitswert. | 08956605 |

## Tabellenlegende
- Bild: Bild des Kulturdenkmals, ggf. zusätzlich mit einem Link zu weiteren Fotos des Kulturdenkmals im Medienarchiv Wikimedia Commons. Wenn man auf das Kamerasymbol klickt, können Fotos zu Kulturdenkmalen aus dieser Liste hochgeladen werden:
- Bezeichnung: Denkmalgeschützte Objekte und ggf. Bauwerksname des Kulturdenkmals
- Lage: Straßenname und Hausnummer oder Flurstücknummer des Kulturdenkmals. Die Grundsortierung der Liste erfolgt nach dieser Adresse. Der Link (Karte) führt zu verschiedenen Kartendiensten mit der Position des Kulturdenkmals. Fehlt dieser Link, wurden die Koordinaten noch nicht eingetragen. Sind diese bekannt, können sie über ein Tool mit einer Kartenansicht einfach nachgetragen werden. In dieser Kartenansicht sind Kulturdenkmale ohne Koordinaten mit einem roten bzw. orangen Marker dargestellt und können durch Verschieben auf die richtige Position in der Karte mit Koordinaten versehen werden. Kulturdenkmale ohne Bild sind an einem blauen bzw. roten Marker erkennbar.
- Datierung: Baubeginn, Fertigstellung, Datum der Erstnennung oder grobe zeitliche Einordnung entsprechend des Eintrags in der sächsischen Denkmaldatenbank
- Beschreibung: Kurzcharakteristik des Kulturdenkmals entsprechend des Eintrags in der sächsischen Denkmaldatenbank, ggf. ergänzt durch die dort nur selten veröffentlichten Erfassungstexte oder zusätzliche Informationen
- ID: Vom Landesamt für Denkmalpflege Sachsen vergebene, das Kulturdenkmal eindeutig identifizierende Objekt-Nummer. Der Link führt zum PDF-Denkmaldokument des Landesamtes für Denkmalpflege Sachsen. Bei ehemaligen Kulturdenkmalen können die Objektnummern unbekannt sein und deshalb fehlen bzw. die Links von aus der Datenbank entfernten Objektnummern ins Leere führen. Ein ggf. vorhandenes Icon  führt zu den Angaben des Kulturdenkmals bei Wikidata.

## Ausführliche Denkmaltexte
1. ↑  Einzeldenkmale der Sachgesamtheit St. Michaeliskirche und Kirchhof Zeithain:

Kirche erstmals 1495 erwähnt, 1594 größtenteils neu erbaut und gewölbt (laut Inschrift auf dem Grabstein des Pastors B. Lindner im Chor). Turm von 1596, erneuert 1698. 1886 Anbau der Westvorhalle. Restaurierung 1973 (Innenraum). Verputzter Bruchsteinbau mit breitem, dreiseitig geschlossenem Chor und Satteldach (First des Chores höher), Rundbogenfenster. Schlanker Nordturm mit achtseitigem Glockengeschoss, verschiefert barocker Haube mit Laterne und Zwiebel. Im Inneren flaches Tonnengewölbe mit Netzrippen, auffallend breiter Triumphbogen zwischen Chor und Schiff. Eingeschossige Emporen an drei Seiten.

Das Untergeschoss des Turms ist zum Chor hin geöffnet, dieser mit Kreuzgratgewölbe. Spätromantische Orgel von Schmeißer, 1927. Im Chor qualitätvolle Grabsteine des Heinrich von Schleinitz (gest. 1615), und seiner Frau: Grabmal mit Bildnisfigur des Christoph Heinrich von Schleinitz (gest. 1710), gesetzt 1698 (Dehio Sachsen I, 1996).

Weitere Denkmale:
  - Epitaph: Drei Sandsteinplatten mit jeweils einer betenden Figur, Wappen, Pilastergliederung und Inschrift, an der Kirchenwand
  - Kirchhofsportal: Renaissanceportal aus Quadern mit Beschlagwerk, flankierende ornamentierte Säulen, Gebälk mit Inschrift, gesprengter Dreiecksgiebel mit Engelsfiguren, Darstellung des Weltgerichts und der Leiden Christi, Beschläge aus Sandstein
  - Kriegerdenkmal für die Gefallenen des Ersten Weltkrieges: Sandsteinobelisk, scharriert, mit Schwert und Lorbeerkranz, Inschrift „Für uns“, von volutenänlichen Elementen gestützt, auf kreisförmigem Sockel
  - Kriegerdenkmal für die Gefallenen des Zweiten Weltkrieges: Graue Granitplatte, Inschrift „1939–1945/ Ich weiß, dass mein Erlöser lebt“
  - Grabmal Familie Bennewitz: Sandsteingrabmal mit schwarzen Granitsäulen, gesprengte Bedachung, Akanthusmotive, originale Einfriedung
2. 1 2  Sachgesamtheit Ehrenhain Zeithain (Gräberfelder I + V) und Sachgesamtheit Ehrenfriedhöfe für sowjetische Kriegsgefangene (Gräberfelder II, III und IV):

Im Kriegsgefangenenlager Zeithain kam es während des Zweiten Weltkriegs zum massenhaften Tod von zumeist sowjetischen Kriegsgefangenen. Nach neueren Schätzungen starben 25.000 bis 30.000 Soldaten und Offiziere, die in Baracken wie jener an der Wasserturmstraße dahinvegetierten. Dieser Umstand macht diese Stätte einschließlich ihrer erhaltenen baulichen Reste vergleichbar mit solchen Orten wie dem KZ Sachsenhausen, in dem etwa 13.000 bis 18.000 sowjetische Kriegsgefangene von den Nazis ermordet wurden. Somit sind die Zeithainer Anlagen ein national und international bedeutendes Denkmal für die Opfer des Faschismus/Nationalsozialismus. Sie erinnern trotz des heute fragmentarischen Charakters auf eindrucksvolle Weise an die Folgen der Nazidiktatur in Deutschland und die Schrecken des Zweiten Weltkrieges, der Millionen von Menschen, nicht nur in Europa, das Leben kostete.

Bei den Toten des außerordentlich großen, 1941 eingerichteten Kriegsgefangenenlagers Zeithain, das sich am Standort des noch erhaltenen Bahnhofs Jacobsthal befand, handelte es sich um Soldaten und Offiziere, hauptsächlich der Roten Armee, aber auch Franzosen, Italiener, Polen und Serben. Unter den sowjetischen Kriegsgefangenen gab es 25000 bis 30000 Opfer. Sie ruhen auf vier Friedhöfen/Gräberfeldern des Ortes. Auf dem einstigen Italienischen Friedhof Jacobsthal fanden 849 Italiener, 44 Polen und 12 Serben ihre letzte Ruhestätte. Die sterblichen Reste der italienischen Opfer wurden 1991 in ihre Heimat überführt, Polen und Serben schließlich 2004 nach dem Fund ihrer Gräber auf den Soldatenfriedhof Neuburxdorf in Brandenburg umgebettet.

Die toten sowjetischen Soldaten und Offiziere ruhen auf den Friedhöfen/Gräberfeldern I–V. Diese bilden zwei Sachgesamtheiten (Kulturdenkmale): die Sachgesamtheit Ehrenhain Zeithain (Gräberfelder I + V) und die Sachgesamtheit Ehrenfriedhöfe für sowjetische Kriegsgefangene (Gräberfelder II, III und IV).

Innerhalb des Ehrenhains mit Turmmonument und Portal gibt es noch Einzeldenkmale.

Sachgesamtheit Ehrenhain Zeithain:
  - 1) Gräberfelder I + V, auf dem Ehrenhain Zeithain an der B 169 Richtung Gröditz, nahe Neudorf, vor 1945 „Russenfriedhof Zeithain“, 46 Sammelgräber, Gräberfeld I: ca. 1000 namentlich bekannte Tote, Gräberfeld V: ca. 4735 namentlich bekannte Tote, nach einer anderen Quelle insgesamt 8542 Tote, davon 3339 namentlich bekannt, Sachgesamtheit Ehrenfriedhöfe für sowjetische Kriegsgefangene, insgesamt drei rechteckig angelegte Gräberfelder/Friedhöfe jeweils mit einem zentralen Denkmal.
  - 2) Gräberfeld II, südwestlich des Bahnhofs Jacobsthal, nahe der Eisenbahnstrecke nach Jüterbog, Gemarkung Jacobsthal, 26 Sammelgräber, vor 1945 „Russenfriedhof Jacobsthal“, 12168 Tote, davon 6612 namentlich bekannt, Denkmal: roter Granit, Granitobelisk mit rotem Stern, Hammer und Sichel sowie Tafel „Ehrendes Gedenken den Opfern des Faschismus“, hier auf dem gesamten Areal langgestreckte Felder, früher mit grauen Granitsteinen eingefasst.
  - 3) Gräberfeld III, Jacobsthal-Gohlis, zwischen Jacobsthal und Zschepa, im Jacobsthaler Holz, Gemarkung Jacobsthal, vor 1945 „Russenfriedhof Truppenübungsplatz Zeithain, Parzelle 5“, 36 Sammelgräber, 8561 namentlich bekannte Tote, Denkmal: grauer Granitpostament mit betonten Ecken aus Granitkuben und Granitplatten, die Rückseite durchgehend, darauf grauer Granitobelisk auf Granitsockel mit Tafel „Ehrendes Gedenken“ und roter Stern mit Hammer und Sichel, Einfriedung aus Betonpfeilern und Eisenstangen.
  - 4) Gräberfeld IV, Jacobsthal-Kleinzschepa, zwischen Jacobsthal und Zschepa, im Jacobsthaler Holz, Gemarkung Zschepa, vor 1945 Russenfriedhof Truppenübungsplatz Zeithain, Jagen 84 Sammelgräber, 1500 Tote, davon namentlich bekannt, Denkmal: grauer Granitpostament mit betonten Ecken aus Granitkuben und Granitplatten, die Rückseite durchgehend, darauf grauer Granitobelisk auf Granitsockel mit Tafel „Ehrendes Gedenken“ und roter Stern mit Hammer und Sichel, Einfriedung aus Betonpfeilern und Eisenstangen, rechts und links des Eingangs je zwei Felder (Gräber) mit Graniteinfassung.

Alle Denkmale sind als Sachgesamtheitsteile erfasst, Friedhöfe liegen auf der Gemarkung Jacobsthal (Flurstücke 409/1 und 145) und der Gemarkung Zschepa (Flurstück 235).
3. ↑  Empfangsgebäude des Jacobsthaler Bahnhofs:

Unmittelbar hinter dem Bahnhof Jacobsthal befand sich zwischen 1941 und 1945 das Kriegsgefangenenlager Zeithain. Dort sind insgesamt ca. 30000 sowjetische, 873 italienische, 44 polnische und 12 serbische Kriegsgefangene in diesem Zeitraum verstorben.

Der Bahnhof war die Voraussetzung für die Wahl des Standortes des Kriegsgefangenenlagers Zeithain im Frühjahr 1941. Zunächst als so genanntes Russenlager Stalag 304 (IV H), dann ab September 1942 als Zweiglager und Kriegsgefangenen-Reservelazarett des benachbarten Stalag IV B Mühlberg/Neuburxdorf wurde das Lager für die sowjetischen und später italienischen Kriegsgefangenen zu einem Todeslager. Eines der wichtigsten historischen Gebäude ist in diesem Zusammenhang der Bahnhof Jacobsthal, ist er doch das einzig erhaltene Gebäude, das während des Zweiten Weltkrieges neben seiner zivilen Nutzung auch Teil der militärischen Infrastruktur des Kriegsgefangenenlagers war.

Laut Statistiken der Reichsbahndirektion Dresden von 1946 sind in mehr als 200 Transporten rund 274000 Kriegsgefangene an diesem Bahnhof angekommen. Vom Bahnhof führte ihr Weg in das Kriegsgefangenenlager Zeithain oder das Kriegsgefangenenlager Stalag IV B Mühlberg/Neuburxdorf, das sich nur wenige Kilometer Fußmarsch entfernt in der Nähe des Bahnhofs Neuburxdorf befand. Damit war der Bahnhof Jacobsthal zwischen Juni 1941 und dem Kriegsende der zentrale Anlaufpunkt für die in Sachsen ankommenden und dort in den Lagern untergebrachten und in Arbeitskommandos zur Zwangsarbeit eingesetzten Kriegsgefangenen.

Die überwiegende Zahl dieser Gefangenen waren gefangene Soldaten der Roten Armee, aber zehntausende Italiener und einige tausend westalliierter Kriegsgefangener aus dem Commonwealth und den USA gelangten ab Ende 1943 über den Bahnhof Jacobsthal in das Stalag IV B Mühlberg/Neuburxdorf, wo sie zunächst registriert wurden, um dann über den Bahnhof Jacobsthal auf andere Kriegsgefangenenlager in Sachsen, Ostthüringen, dem angrenzenden Sudetenland und preußischen Gebieten verteilt zu werden. Dort wurden sie auf die jeweils zugehörigen Arbeitskommandos für den Zwangsarbeitseinsatz verteilt.

Kranke und entkräftete Kriegsgefangene, insbesondere an Tuberkulose erkrankte sowjetische und später italienische, wurden über den Bahnhof Jacobsthal aus dem gesamten Reichsgebiet ab Februar 1943 in das als Kriegsgefangenen-Reservelazarett genutzte Kriegsgefangenenlager Zeithain transportiert. Das Lazarett war für beide Gefangenengruppen ein Sterbelager und der Bahnhof Jacobsthal der „Umschlagplatz“.

Insofern hat der Bahnhof Jacobsthal neben seiner ortsgeschichtlichen und verkehrsgeschichtlichen Bedeutung heute primär eine zeitgeschichtliche Bedeutung als Baudenkmal im Zusammenhang mit Verbrechen der Wehrmacht an Kriegsgefangenen im Zweiten Weltkrieg.
4. ↑  St. Jacobuskirche in Jacobsthal:
  - Kirche (Dehio Sachsen I, 1996): Verputzter Bruchsteinbau mit dreiseitig geschlossenem Chor und Satteldach. Fenster mit Korbbogenschluss, an der Südseite fein profiliertes Portal, an der Nordseite Logenbau. Sakristei im Osten. Hoher quadratischer Westturm, im Obergeschoss achteckig, mit barocker Haube und Laterne. Im flachgedeckten Inneren ornamentale und vegetabile Ausmalung des 19. Jahrhunderts, an der Chordecke Auferstehungsbild, im Saal Engel mit Spruchband. Eingeschossige Emporen an drei Seiten. Unterhalb der Westempore und im nördlichen und südlichen Chorbereich Logen. Barocker Kanzelaltar. Eiserner Ofen auf Tierfüßen, mit Ornament- und Bildnisplaketten geschmückt, um 1790. Eule-Orgel von 1899. Saalkirche mit Westturm, 1779 erbaut unter Kurt Gottlob von Seydewitz (bezeichnet auf Kartusche über Portal), mehrfach erneuert, Restaurierung 1992. Verputzter Bruchsteinbau mit dreiseitig geschlossenem Chor und Satteldach. Fenster mit Korbbogenschluss, an der Südseite fein profiliertes Portal, an der Nordseite Logenbau. Sakristei im Osten. Hoher quadratischer Westturm, im Obergeschoss achteckig, mit barocker Haube und Laterne. Im flachgedeckten Inneren ornamentale und vegetabile Ausmalung des 19. Jahrhunderts, an der Chordecke Auferstehungsbild, im Saal Engel mit Spruchband. Eingeschossige Emporen an drei Seiten. Unterhalb der Westempore und im nördlichen und südlichen Chorbereich Logen. Barocker Kanzelaltar. Eiserner Ofen auf Türfüßen mit Ornament- und Bildnisplaketten geschmückt, um 1790. Eule-Orgel von 1899.
  - Grabmal: Sandstein-Triptychon, in der mittleren Nische segnender Sandsteinengel, rechte und linke Sandsteinnischen mit Granitplatten, unter diesen beiden „Spiegel“ in Sandstein gearbeitet, Gewände mit Blattkapitellen, das Ganze auf Sandsteinstufensockel. Zwei flankierende Platanen am Friedhofstor.
  - Kriegerdenkmal: Sandsteinkubus auf dreistöckigem Sandsteinpostament, gewalmter Abschluss mit Stahlhelm und Eichenlaub (Sandstein), Einfriedung durch gegossene Betonsockel, die durch Eisenketten verbunden werden, Denkmal gesetzt am 7. August 1921
5. ↑  St. Laurentiuskirche Lorenzkirch:

Malerisch am Elbübergang gelegene Saalkirche romanischen Ursprungs. Erstmals 1238 erwähnt, Bau vermutlich Anfang des 13. Jahrhunderts. Der Westturm nach Brand 1686 ausgebaut, im 17. Jahrhundert Triumphbogen höher gelegt. Im 18. Jahrhundert den Saal auf alten Grundmauern erneuert. 1859 Innenerneuerung, Restaurierungen 1973 und 1992.

Verputzter Back- und Bruchsteinbau mit eingezogenem Chor und halbrunder Apsis sowie Satteldach. Die Apsis mit Resten eines Rundbogenfrieses. An der Südseite Reste eines spitzbogigen Portals, Sakristei im Südosten, rechteckiger Westturm mit kupfergedeckter Haube und großer offener Laterne. An der Turmwestseite gequadertes Rundbogenportal, bezeichnet mit 1546.

Im Inneren tonnengewölbter Saal, an drei Seiten eingeschossige Emporen. Im Chor eine ornamental bemalte Holzbalkendecke aus dem abgebrochenen Herrenhaus Elbersdorf, Landkreis Sächsische Schweiz, vermutlich 17. Jahrhundert. In der Apsiswölbung Reste mittelalterlicher Ausmalung (Christus in der Mandorla), vermutlich 13. Jahrhundert.
  - Ausstattung: Spätgotischer Flügelaltar, um 1580. Mitteltafel mit gemalter Darstellung des Abendmahls, auf den Flügeln die Evangelistensymbole. Kreuzigungsgruppe auf der Mensa von August Schreitmüller, bezeichnet mit 1906. Die stark ergänzte Sandsteinkanzel aus Thallwitz, Muldentalkreis. Runder Korb mit Reliefs der Aufrichtung der ehernen Schlange und der Kreuzigung, darunter Mosesfigur als Kanzelträger. An der Treppenbrüstung Petrus und Paulus, kurz nach Mitte des 16. Jahrhunderts. Orgel von Karl Eduard Jehmlich, 1859. Gut erhaltenes figürliches Grabmal der Anna Magdalena Pflugk († 1630). Auf dem Kirchhof schöne Grabsteine des 18. und 19. Jahrhundert (Dehio Sachsen I, S. 546/47).
  - Denkmal für die Gefallenen des Ersten Weltkrieges: neobarocke Formensprache, breiter Sockel auf quadratischem Unterbau, Muschelkalkstein mit 27 Namen sowie Inschrift, Entwurf Joh. Seiler aus Nürnberg
  - Denkmal für die Gefallenen des Zweiten Weltkrieges: scharrierter Sandsteinkubus, nach oben hin abgerundet, mit lateinischem Kreuz und Eisernem Kreuz
  - Grabsteine: 
    - Schiffshandelsmann Oltzsch gest. 1718, mit Anker und Engeln
    - Pfarrer G.H. Sappuhn gest. 1721, gewölbtes, mit Rankenwerk umgebenes Oval mit lateinischem Lebenslauf und Monogramm GHS, insgesamt 0,90/1,05m x 2,60m hoch
    - Schiffshandelsmann Chr. Böhme, gest. 1728, mit Segelschiffrelief
    - Joh. Chr. Rühle und A. Sophie Paul, 1. Hälfte 18. Jahrhundert, mit ovalen Schrifttafeln
    - Pf. Theodor Herrmann, gest. 1781, seine Frau 1803
    - Joh. Christ. Gottl. Opitz, gest. 1810, seine Frau Christ. Eleonore, gest. 1806
    - Amalie Aug. Schreiber, gest. 1844
    - Brunnenstein vom Klostergut mit Geburtsdatum des Prof. Paul 10.08.1913

  - Einfriedungsmauer aus Bruchsteinmauerwerk, am Eingangsbereich zwei Torpfeiler
6. ↑  Einzeldenkmale der Sachgesamtheit Rittergut Promnitz:
  - Schloss (Dehio Sachsen I): Renaissancebau von 1603 mit Barockteil von 1728, über hohem Sockel zweistöckiger, hufeisenförmiger Dreiflügelbau aus verputztem Bruchsteinmauerwerk mit oktogonalem Treppenturm unter doppelter Schieferhaube, profilierte Sandsteinfenstergewände, flaches Fassadenrelief durch Lisenen und Putzspiegel, Südfront zur Elbe mit acht korbbogigen Fensterachsen und schweren Kolossalpilastern mit Kompositkapitellen, Dreiecksgiebel mit Okulus und Verzierung durch Helm und Waffen in Stuck, zum Hof vier Achsen mit gekuppelten Mittelfenstern und floralen Gehängen aus Stuck, Dreiecksgiebel mit Okulus, Westflügel in Renaissanceformen mit Sitznischenportal im Erdgeschoss des Treppenturmes, Freitreppe mit Barockportal und Sprenggiebel, Walmdach mit Biberschwanzdeckung, historistische Haustür.
  - Stallgebäude: zweigeschossiger Ziegel-/Bruchsteinbau über Gewölbekellern, Sandsteingewände, profiliertes Traufgesims bzw. Traufbretter, Krüppelwalmdach
  - Scheune: zweigeschossiger Ziegel-/Bruchsteinbau, Sandsteingewände, segmentbogige Tenneneinfahrten, profiliertes Traufgesims bzw. Traufbretter, Krüppelwalmdach

Schloss Promnitz und der dazu gehörige Wirtschaftshof mit vier massiven, zweigeschossigen Gebäuden, gesichert von einer Mauer, liegen am Nordufer der Elbe, gegenüber der Stadt Riesa. Bereits 1272 wird ein Vorwerk am Standort erwähnt. Daraus entwickelte sich mit der Zeit ein repräsentatives Rittergut. Die ersten Besitzer waren die Herren von Promnitz. Von 1517 bis 1699 befand es sich im Besitz der Familie von Köckeritz und erlebte danach mehrere Eigentümerwechsel. Das Schloss geht im Kern vor allem auf 1603 zurück. Es wurde 1728 umgebaut und seither nur unwesentlich verändert.  Der sich nördlich daran anschließende Wirtschaftstrakt mit einseitig abgewalmtem Steildach war auf einem Schlussstein mit 1747 bezeichnet. Das im rechten Winkel folgende Stallgebäude mit Inspektorentrakt (um 1910) stammt auch aus dem 18. Jahrhundert. Es ragt mit seiner beeindruckenden dreischiffigen Gewölbehalle, wohl um 1825 hinzugekommen, heraus. Die beiden Scheunen des Wirtschaftshofes sind in ihrer heutigen Form vor allem Bauten der Zeit um 1900. Die Mauer liegt zwischen dem einstigen Rittergut und der Elbe. Der Umbau des Schlosses im Jahr 1728 erfolgte unter Friedrich Albrecht von Wolffersdorff, dabei wurde die bis dahin aus zwei Teilen und einem Verbindungsgang bestehende Anlage vereinigt. Aus den auf mittelalterlichen Fundamenten ruhenden Baulichkeiten der Renaissance von 1603 mit Treppenturm, einem Gewirr von zumeist kreuzgratgewölbten Räumen und Sitznischenportal entstand eine barocke Dreiflügelanlage. Zu den genannten Elementen kamen typische Formen eines sächsischen Adelssitzes dieser Zeit, wie korbbogigen Fensterachsen, schwere Kolossalpilaster, Dreiecksgiebel mit Okulis und ein repräsentatives Portal hinzu, um nur einiges zu nennen.  Auslöser für den gravierenden Umbau war eine für 1730 geplante gigantische Truppenschau August des Starken, die europaweit für Schlagzeilen sorgte und als Zeithainer Lager in die Geschichte einging. Von Wolffersdorff, Generalmajor am sächsischen Hof, hatte das Schloss eigens für dieses Ereignis und seinen Regenten herrichten lassen.  Denn vom Festsaal und/oder der Terrasse des Schlosses, so die Überlieferung, genoss August der Starke zusammen mit seinen ranghöchsten Gästen – allen voran dem preußischen König Friedrich Wilhelm I., dem Soldatenkönig – ein mehrstündiges Feuerwerk als Abschluss und Höhepunkt des ganzen Manövers.  Dieses Ereignis macht das einstige Rittergut zu einem Objekt von nationaler Bedeutung. Abgesehen davon ist es als charakteristischer, über die Jahrhunderte gewachsener sächsischer Landsitz mit seiner Ausstattung und den Räumlichkeiten ein einzigartiges Kulturdenkmal im heutigen Freistaat Sachsen.
7. ↑  Einzeldenkmale der Sachgesamtheit Rittergut Bobersen:
  - Ehemaliges Herrenhaus, heute Kindergarten (Dehio Sachsen I, 1996): Zweigeschossiger Bau mit Walmdach, Dachreiter mit offener Laterne und Zwiebel, datiert 1696. Dreizehnachsige Fensterfront, der dreigeschossige und dreiachsige Mittelrisalit mit Dreieckgiebel, auf Schlussstein über dem Portal Wappen des Georg Ernst von Borau gen. Keßel und Pflugk, bezeichnet mit 1696. Im Inneren reich geschnitzte hölzerne Türeinfassung, 1790. Schön profilierte Stuckdecken aus der Erbauungszeit. Zweistöckiger Putzbau mit 13:3 Achsen, Sandsteinfenstergewände, barockes Sandsteinportal mit mächtigem Keilstein und Datierung, Adelswappen abgewittert, Fenster im Erdgeschoss bauzeitlich vergittert, drei Mittelachsen unter Dachhaus mit Dreiecksgiebel und Okulus, auf der Gartenseite vorspringender dreiachsiger Mittelrisalit mit Rundbogenfenstern und Terrasse über zweitem Obergeschoss des Risalits, profiliertes Kranzgesims, stehende Dachgaupen, Walmdach mit Biberschwanzdeckung, Dachreiter mit verschieferter Welscher Haube, eingeschossiger Anbau in entsprechenden Formen.
  - Ringwall: zwischen Elbe und heutigem Herrenhaus frühdeutsche Befestigungsanlage als kreisförmiger Erdwall, stark bewachsen, Ringwall gestrichen am 26. Februar 2004, ist archäologisches Denkmal
  - Gutsverwalterhaus: zweigeschossiger Putzbau, Sandsteinfenster- und -türgewände, einfache Fassadengliederung durch Gurtbänder, Drempelbereich mit Lüftungsokuli, darin neogotisches Vierpass-Maßwerk, Satteldach mit Biberschwanzdeckung
  - Gutsscheune: langgestreckter verputzter Bruchsteinbau, hohes Walmdach
  - Wirtschaftsgebäude: in den Formen wie Scheune mit teilweise eingestürztem Dachstuhl

Gesindehaus (zweigeschossiger Putzbau, Erdgeschoss mit Sandsteingewänden, Obergeschoss mit bauzeitlichen Fenstergrößen, korbbogige Fensterlaibungen, Krüppelwalmdach mit Biberschwanzdeckung) vor 2011 abgebrochen.